# スコッチ・ウイスキー

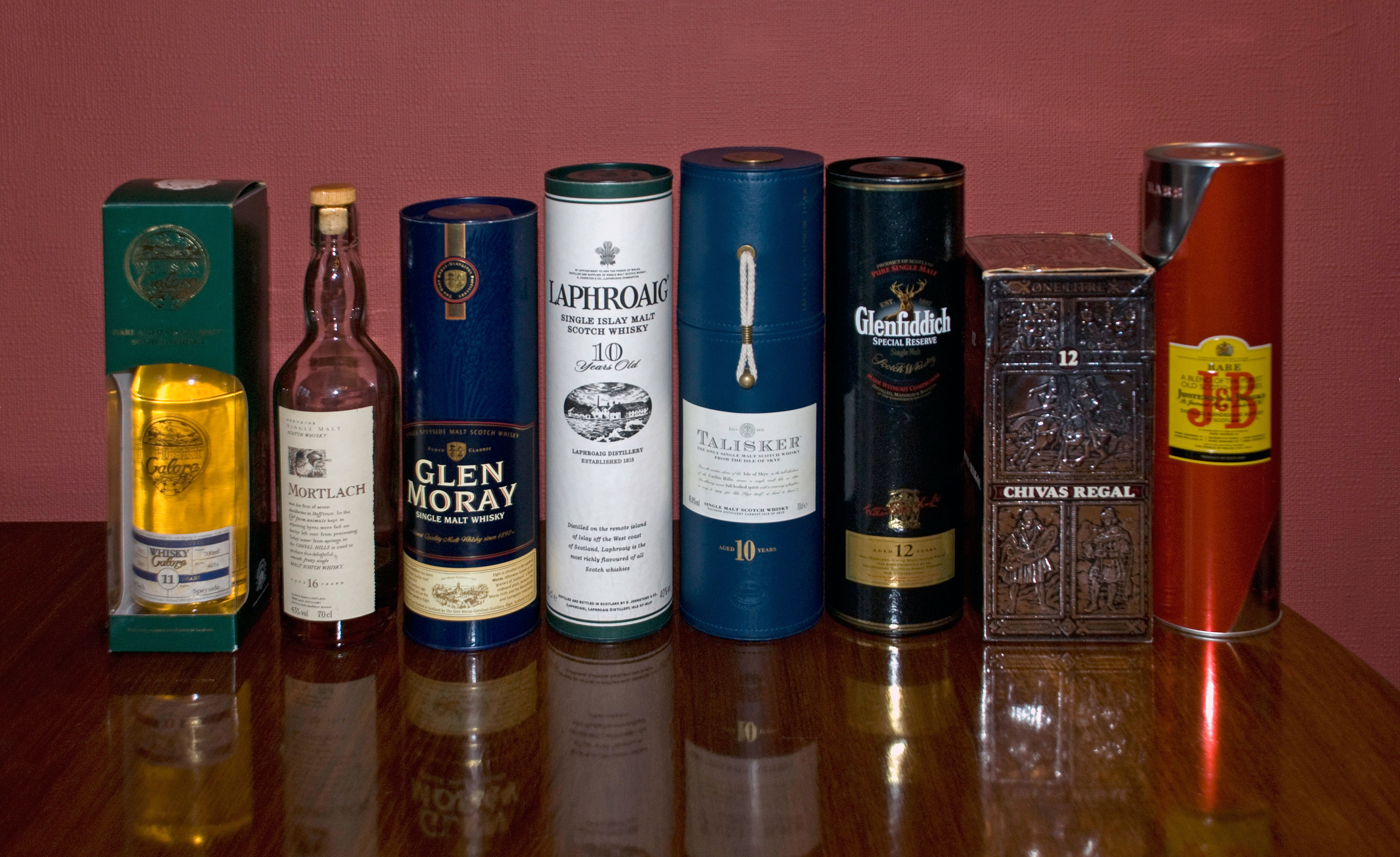
様々なスコッチ・ウイスキー

スコッチ・ウイスキー（英語：Scotch whisky）は、イギリスのスコットランドで製造されるウイスキー。日本では世界5大ウイスキーの1つに数えられる。現在のイギリスでは後述の通り2009年スコッチ・ウイスキー規則により定義され、糖化から発酵、蒸留、熟成までスコットランドで行われたウィスキーのみがスコッチ・ウィスキーと呼ばれる。麦芽を乾燥させる際に燃焼させる泥炭（ピート）に由来する独特の煙のような香り（スモーキーフレーバーと呼ぶ）が特徴で、その香りの強さは銘柄によりまちまちである。ウイスキーはイギリスにとって主要な輸出品目の一つであり、その輸出規模は約200ヶ国、日本円にして6000億円（注: 以下で取り上げられる値に関して。2009年のポンド-円の為替相場は、1ポンド=約146円）。ウィスキーの全生産量のうち、スコッチ・ウイスキーは約7割を占める。

## イギリスにおける法律上の定義
2009年スコッチ・ウイスキー規則（The Scotch Whisky Regulations 2009）により次のように定義されている。
スコットランドにおいて製造されたウイスキーであって、
(a)スコットランドの蒸留所にて、水および発芽させた大麦（これに他の穀物の全粒のみ加えることができる。）から蒸留されたものであって、
(i)当該蒸留所にて処理されマッシュとされ、
(ii)当該蒸留所にて内生酵素のみによって発酵可能な基質に転換され、かつ、
(iii)当該蒸留所にて酵母の添加のみにより発酵されたものであり、
(b)蒸留液がその製造において用いられた原料およびその製造の方法に由来する香りおよび味を有するよう、94.8パーセント未満の分量のアルコール強度に蒸留されており、
(c)700リットル以下の容量のオーク樽においてのみ熟成されており、
(d)スコットランドにおいてのみ熟成されており、
(e)3年以上の期間において熟成されており、
(f)物品税倉庫または許可された場所においてのみ熟成されており、
(g)その製造および熟成において用いられた原料ならびにその製造および熟成の方法に由来する色、香りおよび味を保持しており、
(h)一切の物質が添加されておらず、または
(i)水
(ii)無味カラメル着色料、もしくは
(iii)水および無味カラメル着色料
を除く一切の物質が添加されておらず、かつ、
(i)最低でも40%の分量のアルコール強度を有するもの

## スコッチ・ウイスキーの種類
スコッチ・ウイスキーはまず、モルトウイスキーとグレーンウイスキーに分かれる。両者の違いには以下のような点がある。
| 名称               | 原料                                    | 蒸留方法                              |
| ------------------ | --------------------------------------- | ------------------------------------- |
| モルトウイスキー   | 大麦麦芽                                | 単式蒸留器を使用。2回行うのが一般的。 |
| グレーンウイスキー | トウモロコシと大麦麦芽を5:1の割合で配合 | 連続式蒸留機を使用して連続的に行う    |

モルトウイスキーは「ラウドスピリッツ（主張する酒）」、「個性的で風味の豊かな」と評され、グレーンウイスキーは「サイレントスピリッツ（沈黙の酒）」、「風味に乏しく没個性的で、それを単体で飲むには不向き」と評される。両者を混ぜて作られるのがブレンデッドウイスキーで、「適度な力強さと穏やかさを兼備」していると評される。モルトウイスキー65%に対しグレーンウイスキー35%がブレンドの目安（クラシックブレンド）とされる。ウイスキーのブレンドはブレンダーと呼ばれる専門家が担当し、1つのブレンデッドウイスキーを作るために数十種類のモルトウイスキーと数種類のグレーンウイスキーが混合される。
モルトウイスキーは製造工程の違いにより、シングルカスク、シングルモルト、ブレンデッドモルト(ヴァッテッドモルト)に分類される。2009年スコッチ・ウイスキー規則により、ヴァッテッドモルトと表記することは禁止された。
シングルカスクは1つの樽で熟成されたモルトウイスキーのみを瓶詰めしたもの、シングルモルトは1つの蒸留所で作られたモルトウイスキーを瓶詰めしたもの、ブレンデッドモルトは複数の蒸留所で作られたモルトウイスキーを混合して瓶詰めしたものである。
ピュアモルトという言葉があるが、これはブレンデッドウイスキーとの違いを示すために「モルトウイスキーのみを瓶詰めした」という意味で用いられる。シングルモルトとヴァッテッドモルトに使われるが、土屋守によると「スコットランドの場合、ピュアモルトといえば、まず99%シングルモルトのことを指すと思っていい」。2009年スコッチ・ウイスキー規則により、スコッチ・ウイスキーのラベルにピュアモルトと表記することは禁止されている。
モルトウイスキーと同様、グレーンウイスキーにもシングルグレーンとヴァッテッドグレーンとがある。ただし個性の乏しいグレーンウイスキーについて製造した蒸留所の名前を強調したり混合したりすることに意味はないと考えられており、流通量は非常に少ない。
なお、ブレンデッドおよびヴァッテッドの熟成年数の表示については、混合するウイスキーの中で最も熟成期間が短いものの年数を表示しなければならない。

## 歴史

### 起源
ウイスキーの製法がスコットランドに伝わった時期は定かでないが、遅くとも12世紀から13世紀にかけてという見解が有力である。製法の要の一つである蒸留技術はアイルランドからキリスト教とともに伝来したとされ、パトリキウスによってもたらされたとする言い伝えもある。
スコットランドにおけるウイスキーに関する現存する最も古い記録は、1494年のスコットランド財務省の記録で、「修道士ジョン・コーに8ボルのモルトを与え、アクアヴィテ（aqua vitae）を造らしむ」という内容である。アクアヴィテはラテン語で「生命の水」という意味で、これをゲール語で表すと「ウシュクベーハ」（uisge beatha、ウシュクは水、ベーハは生命の意）となり、そこから「ウイスキー」という英語が生まれた。ウイスキーという単語に関する最古の記録は1736年にスコットランド人が書いた手紙で、1755年には英語辞典に登場した。当初スコッチ・ウイスキーは薬酒として修道院が独占的に製造していたが、16世紀に宗教改革が起こり修道院が解散したことで蒸留技術が農家など民間に広まり、余剰生産された大麦の換金および保存の手段として製造が盛んになった。この時期のスコッチ・ウイスキーには熟成の工程がなく、蒸留したばかりの無色透明の液体が飲まれていた。

### 密造時代

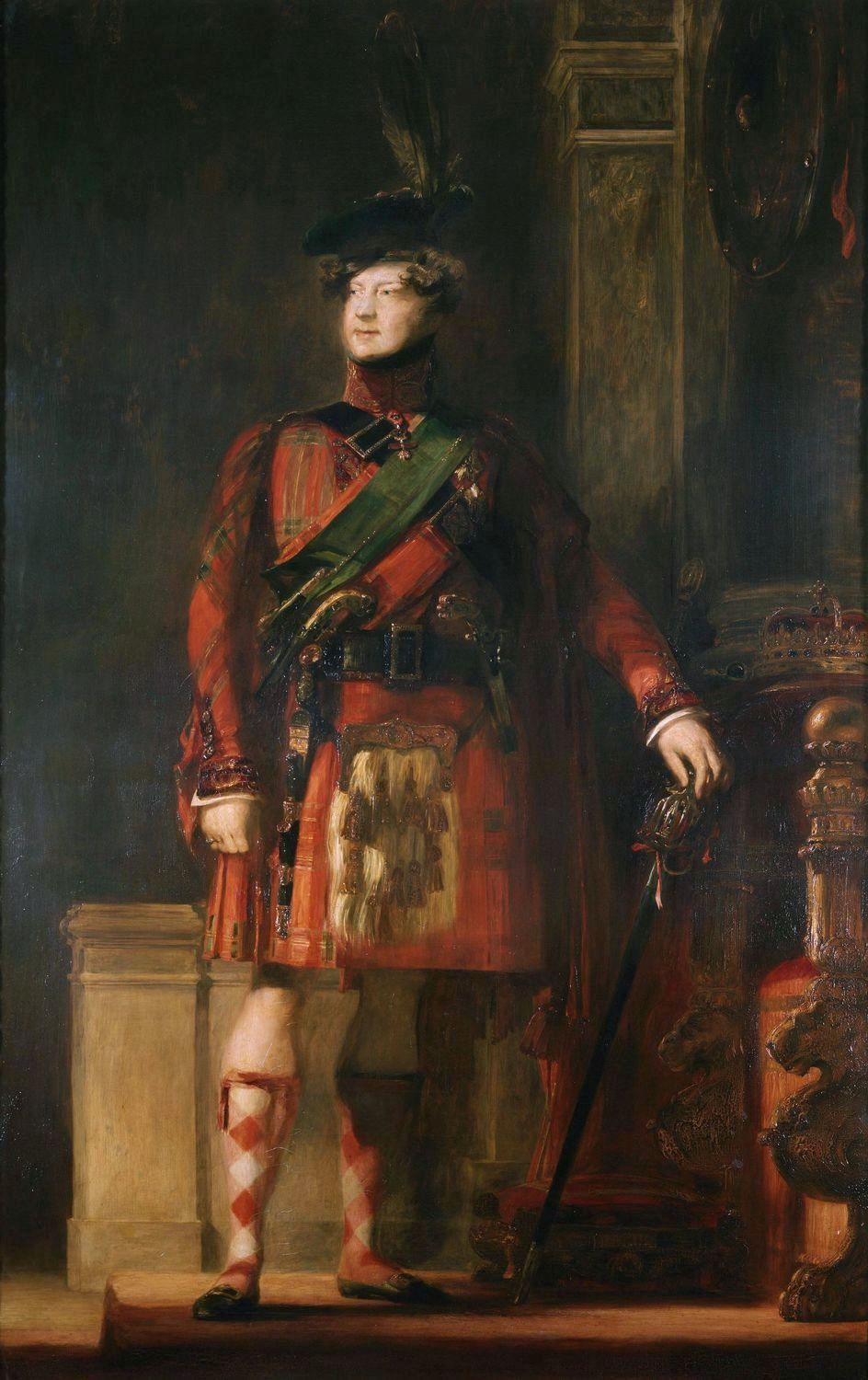
ジョージ4世

1644年、スコットランド王国においてウイスキーに対する課税が始まった。1707年、スコットランド王国がイングランド王国と合同し、スコットランドは新たに成立したグレートブリテン王国の一部となった。1725年にウイスキーに対する課税が大幅に強化され（一説には15倍になったともいわれ、目的は対仏戦争の戦費の捻出にあった）。取締りに当る収税官がイングランド人だったこともあって、スコットランド人の反イングランド感情を刺激した。生産者の多くはこれに対抗して密造を行うようになった。皮肉なことに品質は密造ウィスキーが正規業者の製品を凌駕した。密造はハイランド地方の山奥で盛んに行われた。ジャコバイトによる反乱が鎮圧された後はその残党が加わって規模が拡大し、1823年に酒税法が改正され税率が引き下げられるまで続いた。この改正を巡っては、当時のイギリス国王ジョージ4世が腕利きの密造業者ジョージ・スミス製造のウイスキー「ザ・グレンリベット」を愛飲したため、王が密造酒を好むことがあってはならないと判断した側近が密造の原因を断つべく税率の引き下げを決断したとも伝えられている。酒税法改正後、ジョージ・スミス経営のザ・グレンリベット蒸留所（1824年）を皮切りに次々と政府公認の蒸留所が誕生した。その数は1820年代だけでおよそ250に上り、一方密造の摘発件数は激減した。なお、ウイスキーの密造が本格化した1710年代頃から、税率が大幅に引き下げられる1820年代までの間に、スコットランドで消費されたウイスキーの半分以上が密造酒であったという説もある
。

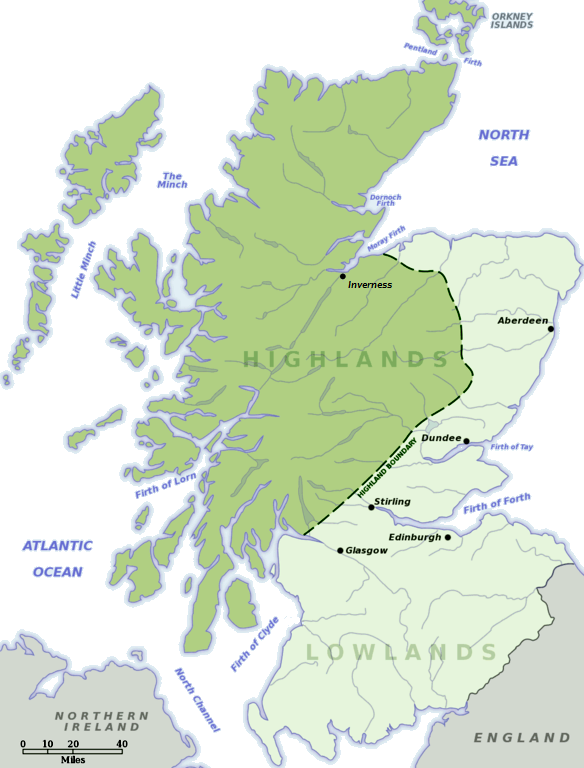
地図の濃い緑がハイランド地方、薄い緑がローランド地方

製法の多くは、密造時代に確立された。たとえば密造酒である以上販売の時期を選ぶことができなかったため、生産者は機会が到来するまでウイスキーを樽に入れて保管することにした。その結果長期間樽の中に入れられたウイスキーが「琥珀色をした芳醇でまろやかな香味をもつ液体」へと変貌を遂げることが発見され、蒸留したウイスキーを樽の中で熟成させる工程が製造法に加わることとなった。また、大麦麦芽を乾燥させるための燃料には、他に選択がないという理由でピート（泥炭）が使われた。さらに小さな単式蒸留器（ポット・スチル）を用いて2回蒸留する製法も、この時代に考案された。

### 連続式蒸留機の発明とスコッチ・ウイスキーの多様化
1826年、スコットランド人のロバート・スタインが連続式蒸留機を発明。これを改良したアイルランド人のイーニアス・コフィーが1831年に特許を取得した。連続式蒸留機はコフィーの名をとってコフィー・スチル、あるいは特許を意味する英語パテントからパテント・スチルと呼ばれるようになった。それまで用いられていた単式蒸留器では蒸留が終わる度に発酵もろみを投入するのに対し、連続式蒸留機では連続的に蒸留を行うことができた。連続式蒸留機の登場でウイスキーの大量生産が可能となった。エジンバラやグラスゴーなどローランド地方の生産者は連続式蒸留機を積極的に活用し、さらに原料をトウモロコシなど、大麦麦芽より安価な穀物に切り替えた。こうしてグレーンウイスキーが誕生した。一方、ハイランド地方の生産者は連続式蒸留機を採用せず、従来通り大麦麦芽を原料とし、単式蒸留器を使って蒸留する製法を維持した。この製法によるスコッチ・ウイスキーをモルトウイスキーという。1853年、エジンバラの酒商アンドリュー・アッシャーが、熟成年が異なるウイスキーを混ぜ合わせることを考案。その後1860年に、それまで異なるウイスキーを混合させてはならないと定めていた法律が改正され、保税貯蔵庫内であれば混合が可能となったことで、モルトウイスキーとグレーンウイスキーを混合したブレンデッドウイスキーと呼ばれるスコッチウイスキーが誕生した。ブレンデッドウイスキーの考案以降、「スコッチの歴史はブレンデッドの歴史」と評される。

### 繁栄と停滞
1870年代から1880年代にかけ、ヨーロッパではフランスのブドウがフィロキセラと呼ばれる虫によって壊滅的な被害を受け、ブドウを原料とするワインとそれを蒸留して造られるブランデーの生産が不可能となった（19世紀フランスのフィロキセラ禍）。これをきっかけにブレンデッドウイスキーは英国首都ロンドンの上流・中産階級に飲まれるようになり、さらにイギリス帝国全域に普及していった。1877年にグレーンウイスキー業者6社が設立したDCL社（現・ディアジオ）はスコッチ・ウイスキーの輸出を推し進め、ワインとブランデーの流通が再開するまでの間に世界各地に市場を確立することに成功した。1890年代はスコッチ・ウイスキー最初の繁栄期と評されるが、蒸留所の建設が相次ぎ生産過剰となったことで1898年にブレンド会社大手のパティソンズ社が倒産。その影響が業界全体に波及したことで繁栄期は終わりを迎えた。なお19世紀後半にはガラス製品の大量生産が可能になったことにより、ウイスキーを詰める容器としてガラス瓶が定着するようになった。
1905年にロンドンイズリントン地区の裁判所が、グレーンウイスキーおよびそれを混ぜて作られたブレンデッドウイスキーはスコッチ・ウイスキーではないとする判断を下し生産者に衝撃を与えた。1908年から1909年にかけて生産者の要求で開かれた王立委員会においてグレーンウイスキーおよびブレンデッドウイスキーもスコッチウイスキーであるという結論が出された。前述したスコッチウイスキー法におけるスコッチ・ウイスキーの定義は、この時の結論を引き継ぐ形で定められている。
ウイスキーを入れる容器の蓋には長らくコルク栓が用いられていたが、ワインと異なり瓶の中で熟成することがなく、また開栓後すぐに飲みきれるわけではないウイスキーには不向きであった。1913年、ウィリアム・ティーチャーズ社が木製頭部付きのコルク栓を、1926年にホワイトホース社が金属製のスクリューキャップ（英: Screw cap）を発明。この2つの発明により、ウイスキーの売り上げは飛躍的に伸びたといわれている。しかしながら同時期に2度の世界大戦と世界恐慌、さらにアメリカ合衆国における禁酒法により被った損害も大きく、多くの蒸留所が閉鎖を余儀なくされた。

### 第2の繁栄期
第二次世界大戦において、イギリスはウイスキーの輸出を積極的に推し進めた。その結果アメリカ兵がスコッチ・ウイスキーを愛飲するようになり、アメリカ経済が好況を迎えた1950年代から1960年代にかけて消費量が増大した。1980年代には消費量が低迷したものの、2000年代初頭においてはシングルモルトが好調である。
スコッチ・ウイスキーはイギリスにとって5大輸出品目の一つであり、その輸出規模はおよそ200か国、6000億円を数える（スコッチ・ウイスキーのうちイギリス国内で消費されるのは1割に満たない）。輸出されるスコッチ・ウイスキーの種類を見ると、1990年代前半には約95%をブレンデッドウイスキーが占めていたが、2000年代後半にはシングルモルトの占める割合が15%を超えるようになった。
2010年代に入ると、年代物のスコッチ・ウイスキーが高値で取引され始めた。2018年、香港で行われたオークションの例では、60年物のザ・マッカラン2本が200万ドル以上の価格で落札されている。

## 製造工程

### モルトウイスキーの製造工程

#### 製麦

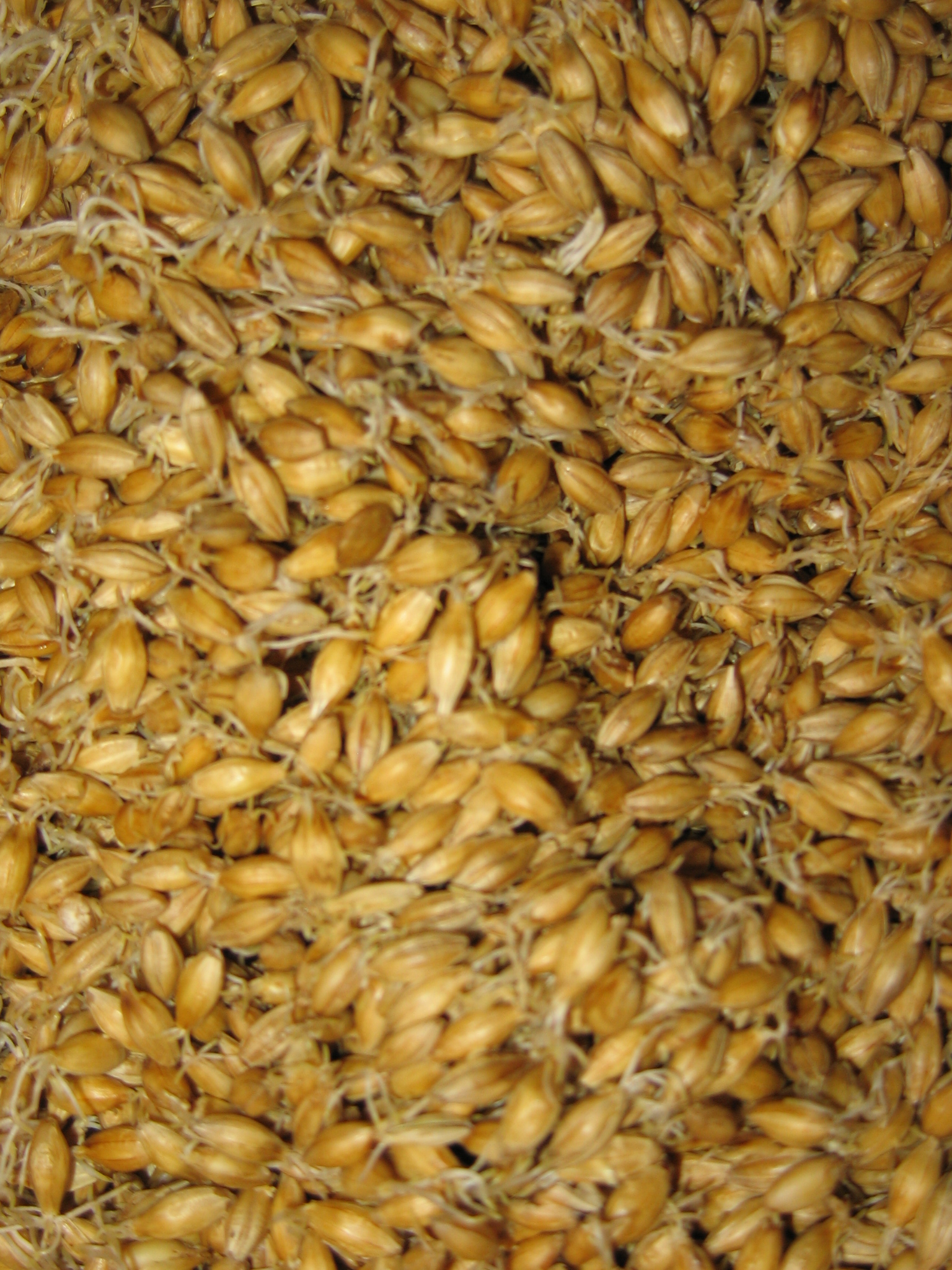
大麦麦芽

製麦またはモルティングとは、大麦（barley､バーレー）を発芽させて麦芽を作ることをいう。エタノールは酵母と呼ばれる微生物の力を借りてデンプンから生成されるが、酵母はデンプンそのものを摂取することはできないため、デンプンをグルコースやマルトースといった糖に分解して摂取させる。大麦は発芽の際にデンプンを分解する酵素を生成する性質があり、これを利用して少しだけ大麦を発芽させてから進行を止め、十分な量のデンプンとデンプンを分解する酵素がともに麦芽中に存在する状態を作り出す。この状態の麦芽をグリーンモルトという。
大麦には穂の形状によって二条種、四条種、六条種などの種類があるが、モルトウイスキーの原料として使用されるのは粒が大きくデンプンを多く含む二条種である。大麦には種を蒔く時期によって春大麦（スプリングバーレー）と冬大麦（ウインターバーレー）とがあるが、春大麦を用いるのが一般的である。収穫後2か月間は発芽しないので、少なくともその間は保管する必要がある。水分が12%以下になるまで乾燥させると大麦を「眠り」につかせることができ、1年以上の間発芽を抑え品質を保持しつつ保管することが可能となる。

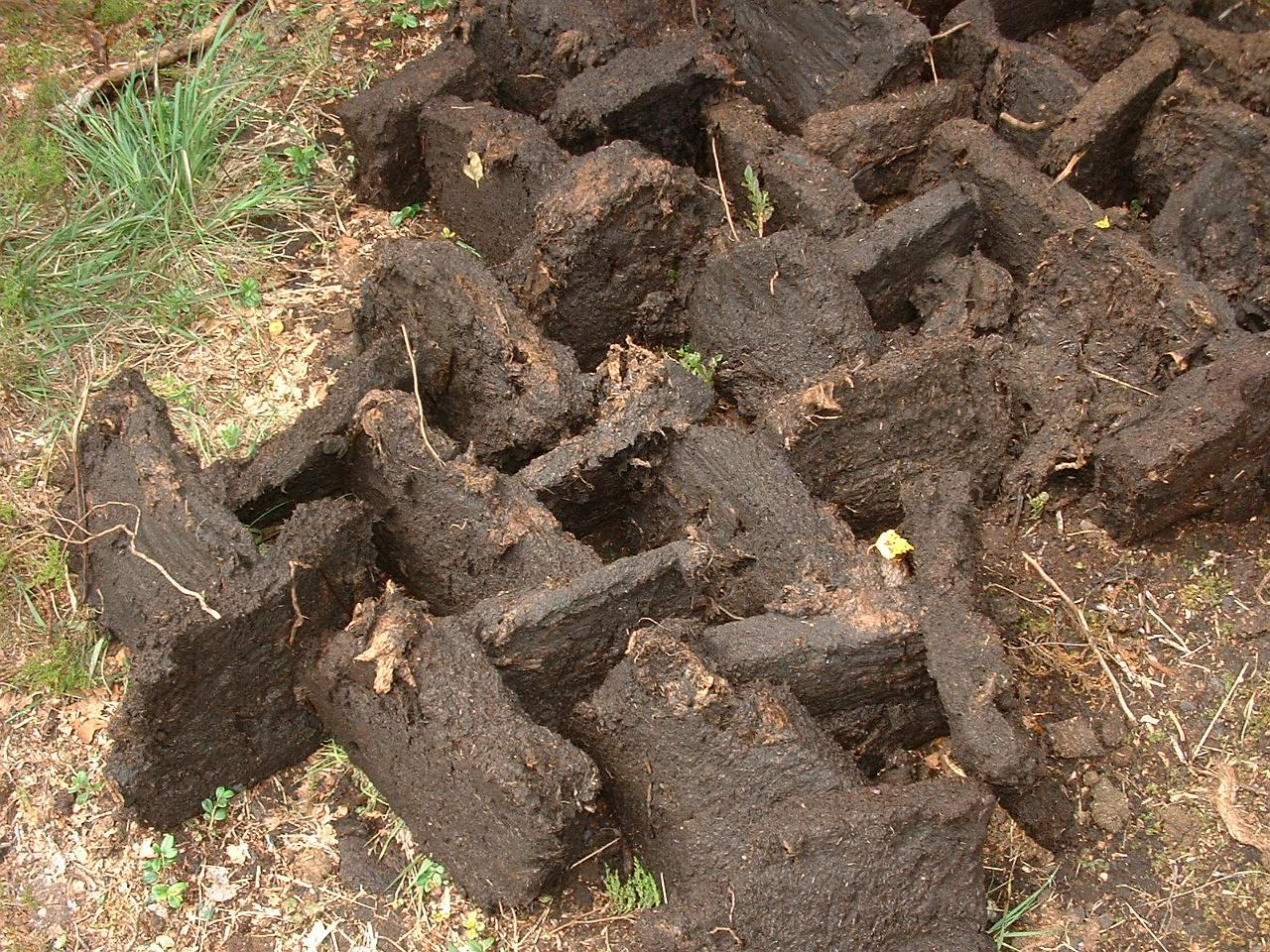
ピート（泥炭）

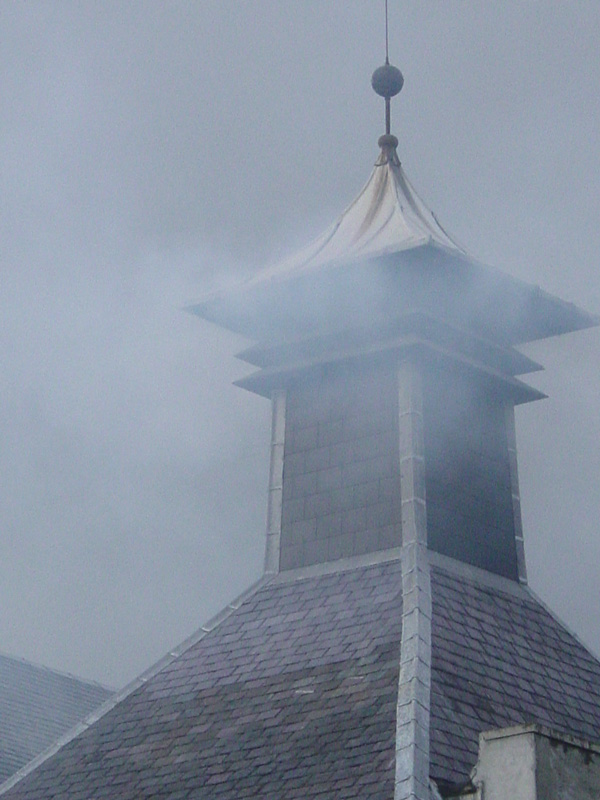
キルン頂上部。パゴダ状の煙突からピートの煙が出ている（ラフロイグ蒸溜所）

まず保管していた大麦種子に水を吸わせ、さらに空気に晒して呼吸を促す（浸麦）。そうすることで大麦種子を「眠り」から覚まし、発芽を促すことができる。水は種子の重さの約30%に相当する量を吸わせ、水分含有率を44%ほどに高める（収穫時の水分含有率は16%）。浸麦は浸麦槽（スティーブ）で行われ、数時間浸した後で水を抜き、7時間ないし8時間空気に晒すという作業を繰り返す（ドライ・アンド・ウェット）。
浸麦を終えた大麦種子はモルトハウスまたはモルトバーンと呼ばれる作業場のコンクリート製の床の上に広げられ、木製のシャベル（シール）を使って4時間ないし6時間おきに撹拌される。これにより均一に発芽が進行するようになる。芽の長さが種子の5/8ほどの長さになったら麦芽を乾燥させて発芽を止める。乾燥は水分が5%ほどになるまで続けられる。この時、温度が高すぎると麦芽に含まれる酵素の活性が失われてしまうため、温度を上げ過ぎずに、しかも素早く乾燥させる必要があり、そのためには送風速度をコントロールすることが重要とされる。乾燥のための燃料はガスや重油、炭が主で、ピート（泥炭）も用いられる。ピートを麦芽を乾燥させるための燃料として使用することで「スモーキーフレーバー」と呼ばれる煙臭が麦芽に染み込む。この煙臭は以降の製造工程でも失われることはなく、スコッチ・ウイスキーを特徴づける香りの一つとなる。スモーキーフレーバーの内容はピートが掘り出された場所や深さ、炭化の進み具合、ピートを焚く時間の長さなどによって異なる。
なお、かつては蒸留所が自ら製麦を行っていた（自家製麦、フロア・モルティング）が、ほとんどの蒸留所がモルトスターと呼ばれる専門業者に委託するようになった。各蒸留所はモルトスターに対し製法や配合の指示を行い、モルトスターはコンピューター管理された巨大な乾燥装置を使って麦芽を大量生産する。キルンと呼ばれる麦芽の乾燥を行うための塔は蒸留所を象徴する建物であるが、1990年代には実際に稼働するものはほとんどなくなった。

#### 醸造
醸造工程では、仕込みと発酵を行う。仕込みの工程では麦芽から麦汁が作られ、発酵の工程では麦汁に酵母を加え発酵もろみを作り出す。

##### 仕込み

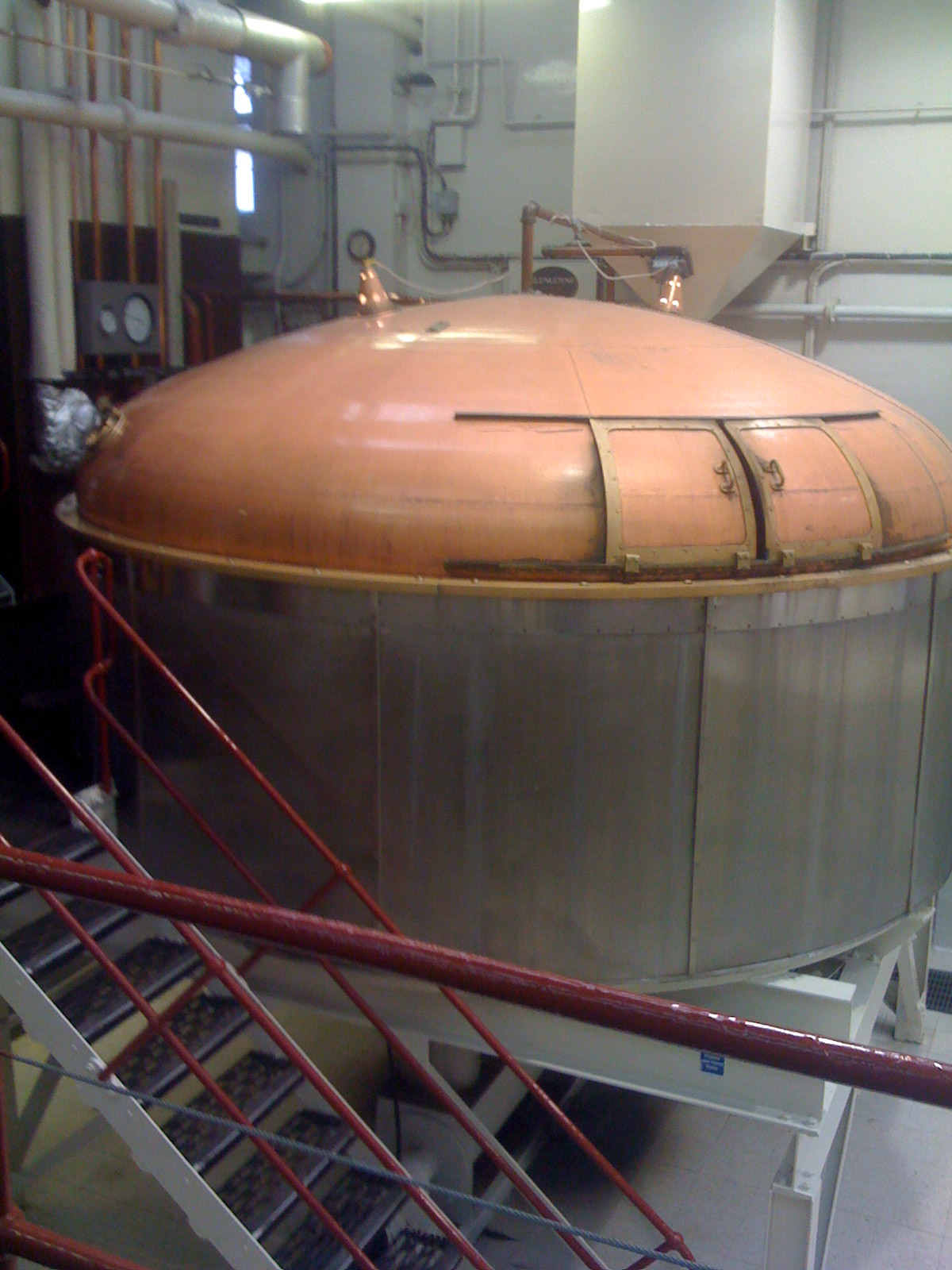
マッシュタン（グレンゴイン蒸溜所）

製麦の工程で乾燥させた麦芽はゴミや小石を除去した上で粉砕され（粉砕された麦芽をグリストという）、マッシュタンと呼ばれる容器の中で温水と混ぜられる。すると麦芽中のデンプンに分解酵素が作用し、デンプンが糖に分解されて温水中に溶け出す。この時、グリストを混ぜた後の温水の温度は分解酵素が最も活発に作用するとされる63℃ないし64℃に保たれる。このようにして得られる液体を麦汁、糖液またはワート（ウォート）といい、グリストと温水を混ぜて麦汁を抽出することを仕込み、糖化、またはマッシングという。仕込みは3回前後繰り返される。1回目と2回目の仕込みで得られる麦汁は発酵の工程にかけられ、3回目以降で得られる麦汁は次回の仕込み用の温水として再利用される。
仕込みには、蒸留所が独自に確保した水（仕込み水）が使われる。仕込み水は一般に硬水よりも軟水の方が適しているとされるが、中には硬水を用いて仕込みを行っている銘柄も存在し、例えばスコットランドで最も消費量の多いグレンモーレンジは硬水を使用している。仕込み水は仕込み以外にも浸麦や加水に使われる。グリストは粉砕後の粗さによって3段階に分類される（粗い順にハスク、グリッツ、フラワー）。このうちハスクはマッシュタンの底へ沈殿して濾過層となり、ウイスキーの濁りを取り除く役割を果たす。この濾過層の形成がうまくいかないと、ウイスキーの出来が落ちてしまう。ハスクを2割、グリッツを7割、フラワーを1割ほどに挽き分けるのが一般的で、各蒸留所はこれに微調整を加えてそれぞれの個性を出す。
麦芽の搾りかすをドラフといい、蛋白質などの栄養分が残されている。ドラフは家畜用の飼料に加工される。

##### 発酵

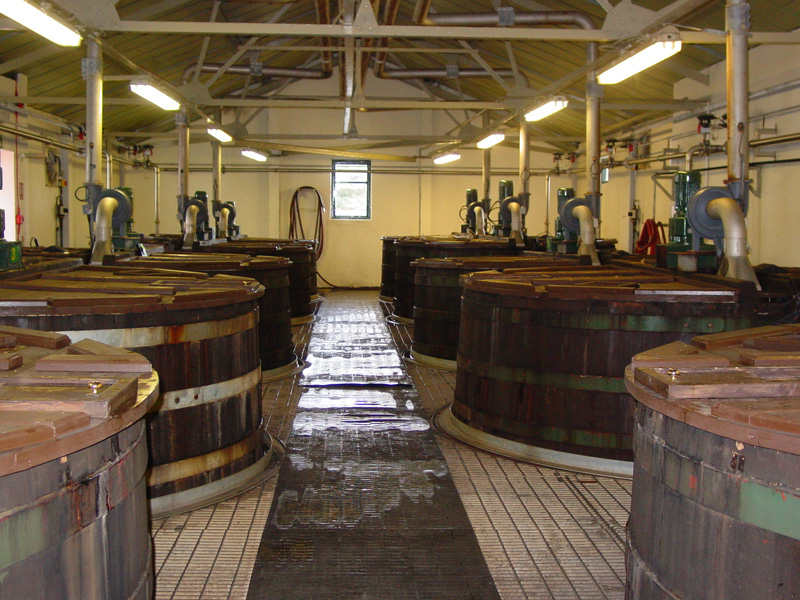
ウォッシュバック（ラガヴーリン蒸溜所）

前述のように、1、2回目の仕込みで得られた麦汁は発酵（ファーメンテーション）の工程にかけられる。発酵とは麦汁に酵母を加え、濃度7%前後のエタノールを含む発酵もろみ（ウォッシュ）を作り出すことをいう。ウイスキー製造に適した酵母は数百種あるといわれ、一度に200kg近い量が使用される。発酵の工程に要する時間は48時間ないし70時間で、時間が長いほど発酵もろみの酸味が強くなる。
糖化の工程で得られた麦汁は、まず熱交換機（ヒートエクスチェンジャー、ワーツクーラー）を用いて20℃ほどに冷却される。次にウォッシュバック（発酵槽）と呼ばれる容量9000リットルないし45000リットルの容器に移され、酵母が加えられる。酵母が活動するのは1日から2日ほどの間である。伝統的な酵母はエールビールの醸造に使用されるエール酵母（ブリュワーズイースト）であるが、21世紀初頭においてはウイスキーの醸造向けに開発された酵母（ウイスキー酵母、ディスティラーズ・イースト）の使用が盛んで、さらに乾燥イーストや液状イーストの使用も増えつつある。酵母はエタノール以外にも様々なアルコールや酢酸エステル、エチルエステルなどのエステル、さらにはグリセロールを生成する。エステルは香りに、グリセロールは味に影響を与える。
2種類の酵母を添加して発酵を行うことを混合発酵という。ウイスキー酵母とエール酵母を使って混合発酵を行った場合、香味について相乗効果が得られることが判明している。エール酵母は単独で添加した場合には発酵終了直後に死滅するが、ウイスキー酵母と混合して添加した場合生存期間が長くなり、そのことによって香味が良化する。
前述のように麦汁に加えた酵母が活動するのは1日から2日ほどの間であるが、酵母と入れ替わるように活動を開始するのが乳酸菌である。つまり発酵の工程においては前期は酵母が、後期は乳酸菌が活発に活動するのである。古賀邦正は「ウイスキー造りにおける発酵とは、酵母と乳酸菌という微生物コンビが、香味豊かな発酵もろみをつくりあげている世界なのだ」と評している。乳酸菌は乳酸、エステル、フェノールを生成する。発酵にかける時間が長いほど発酵もろみの酸味が増すのは、酵母による発酵が不可能な非発酵性糖をもとに乳酸菌が乳酸を生成するためである。ウォッシュバックは木（具体的には南北アメリカ産、シベリア産のマツなど）製のものとステンレス製のものとに大別することができるが、木製のウォッシュバックでは乳酸菌が活動しやすい傾向にある（ただし木製のウォッシュバックには温度管理や清掃がしにくいという欠点もある）。木製からステンレス製への転換を図ったものの、風味に違いが出ることから断念したケースもある。

#### 蒸留

##### 概要

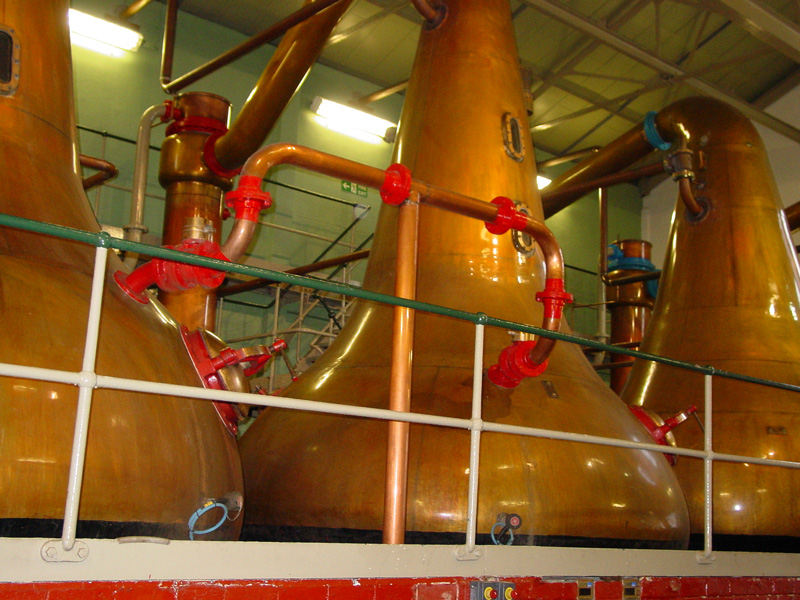
単式蒸留器（ラガヴーリン蒸溜所）

蒸留（ディスティレーション）の工程では単式蒸留器（ポット・スチル）と呼ばれる銅製の装置を用い、発酵の工程で作られた発酵もろみからエタノール濃度約70%の蒸留液（ニューポット、ニュースピリッツ、ブリティッシュ・ファインスピリッツ）を得る。蒸留は蒸留棟（スチルハウス）と呼ばれる施設で行われる。
蒸留の仕組みを簡単に説明すると、発酵もろみの主成分である水とエタノールとの沸点の違い（水は100℃、エタノールは78.3℃）を利用し、エタノールを優先的に蒸発させて再び液体に戻すことでエタノールの濃度を高めていくということになる。ただし前述のように発酵もろみの中にはエタノール以外のアルコールやエステルなど様々な成分も含まれている。これらについては、エタノールよりも揮発しやすい成分ほど蒸留が容易である。
単式蒸留器の加熱方法には、石炭やガスによる直火炊き、単式蒸留器内部のパイプに蒸気を通す方式（蒸気蒸留方式）、加熱を単式蒸留器の外で行った後で中へ戻す特殊な方式（エクスターナル・ヒーティング）がある。直火炊きには焦げ付きやすいという欠点があり、主流は蒸気蒸留方式へと移行している。しかし直火炊きにはキャラメルのような甘い香ばしさを生みだす利点もあり、直火炊きにこだわる蒸留所も存在する。
エタノール濃度を十分に高めるため、蒸留は2回行われることが多い。1回目の蒸留（初留）を行う蒸留器を初留釜またはウォッシュスチルといい、初留で得られる蒸留液をローワインという。2回目の蒸留（再留）を行う蒸留器を再留釜、ローワインスチル、またはスピリッツスチルという。スコットランドでは初留釜の一部が赤く、再留釜の一部が青く塗装される。再留釜は初留釜よりも小さい。
初留は5時間ないし8時間かけて行われ、体積が発酵もろみの約3分の1に減少し、エタノール濃度が約3倍の21%前後に上昇したローワインが得られる。初留の段階で発酵もろみに含まれるエタノールはほぼすべて気化する。再留でローワインを蒸留するとエタノール濃度はさらに約3倍に上昇し、およそ70%となる。発酵もろみからエタノールが気化した結果、初留釜に残された溶液をスペントウォッシュ、ポットエール、バーントエールといい、前述のドラフとともに家畜用の飼料となる。

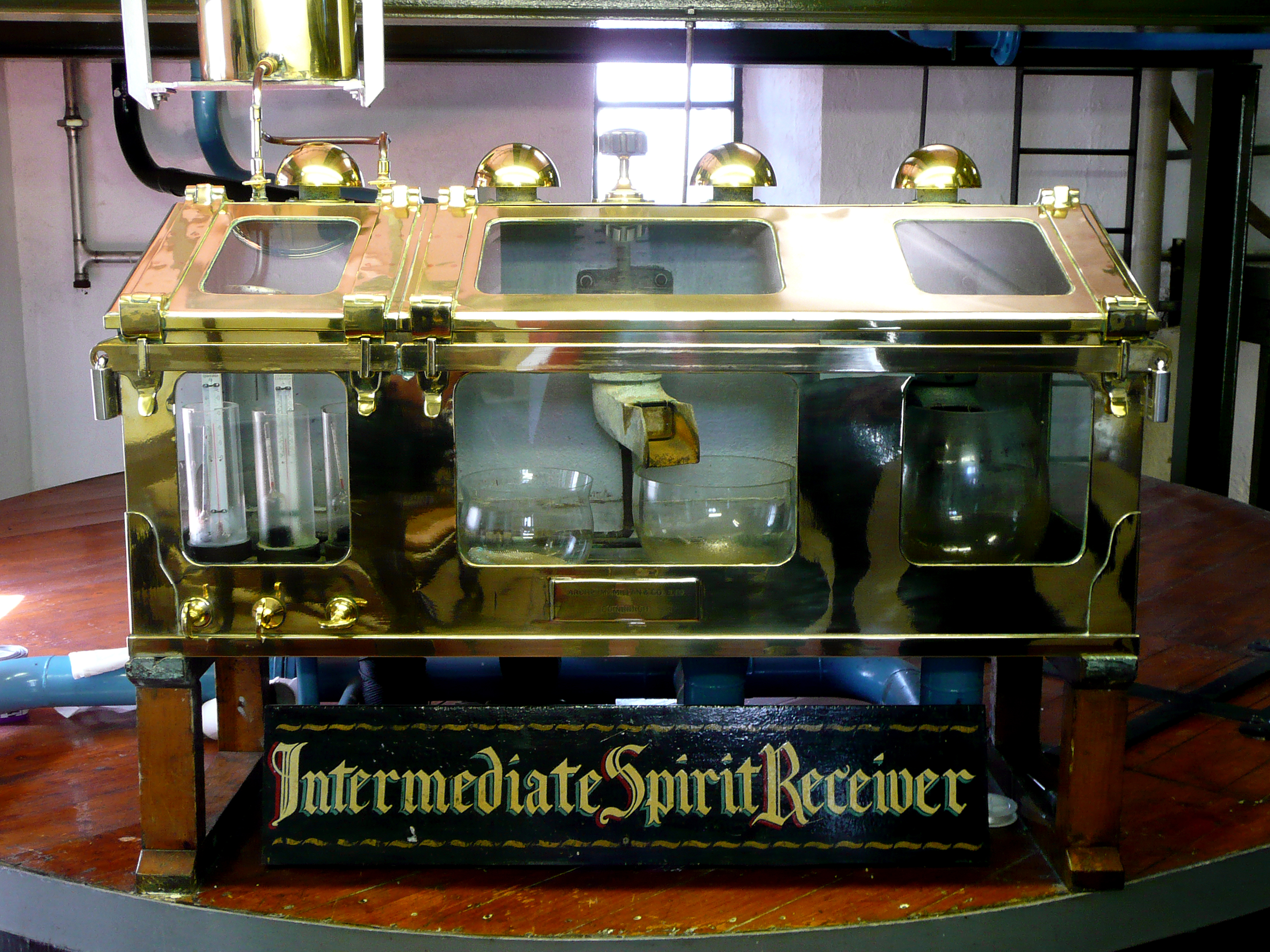
スピリッツセーフ（アードベッグ蒸留所）。向かって左側に温度計と比重計が見える

再留は前留、本留、後留の3つの段階からなり、6時間ないし8時間をかけて行われる。その内訳は前留が10分ないし30分、本留が1時間ないし2時間で、後留の時間は全体から前留と本留を差し引いた時間である。前留で得られる蒸留液（フォアショッツ、ヘッド）は揮発性と刺激性が強いために、後留で得られる蒸留液（フェインツ、テール）は揮発性が低く味を落とす原因となる成分が多く含まれているためそれぞれ排除し、中留で得られる蒸留液（ミドル、ミドルカットハート）のみを採集するようにする。フォアショッツを排除することを前留カット、フェインツを排除することを後留カットという。前留カットおよび後留カットを行うタイミングは蒸留液の内容に影響を与えるため、その判断には熟練を要する。この作業を担当するのはスチルマンと呼ばれる職人で、温度計とアルコール比重計を操作することで作業を行う。温度計とアルコール比重計はスピリッツセーフと呼ばれるガラス箱上の装置の中にある。排除されたフォアショッツとフェインツは他のローワインと混ぜられ、次回の蒸留（再留）にかけられる。ミドルは次の工程である熟成に備え、フィリング・ステーションと呼ばれる、樽詰め作業が行われる施設へと運ばれる。この段階でミドルはニューポット、ニュースピリッツなどと呼ばれるようになる。

##### 単式蒸留器

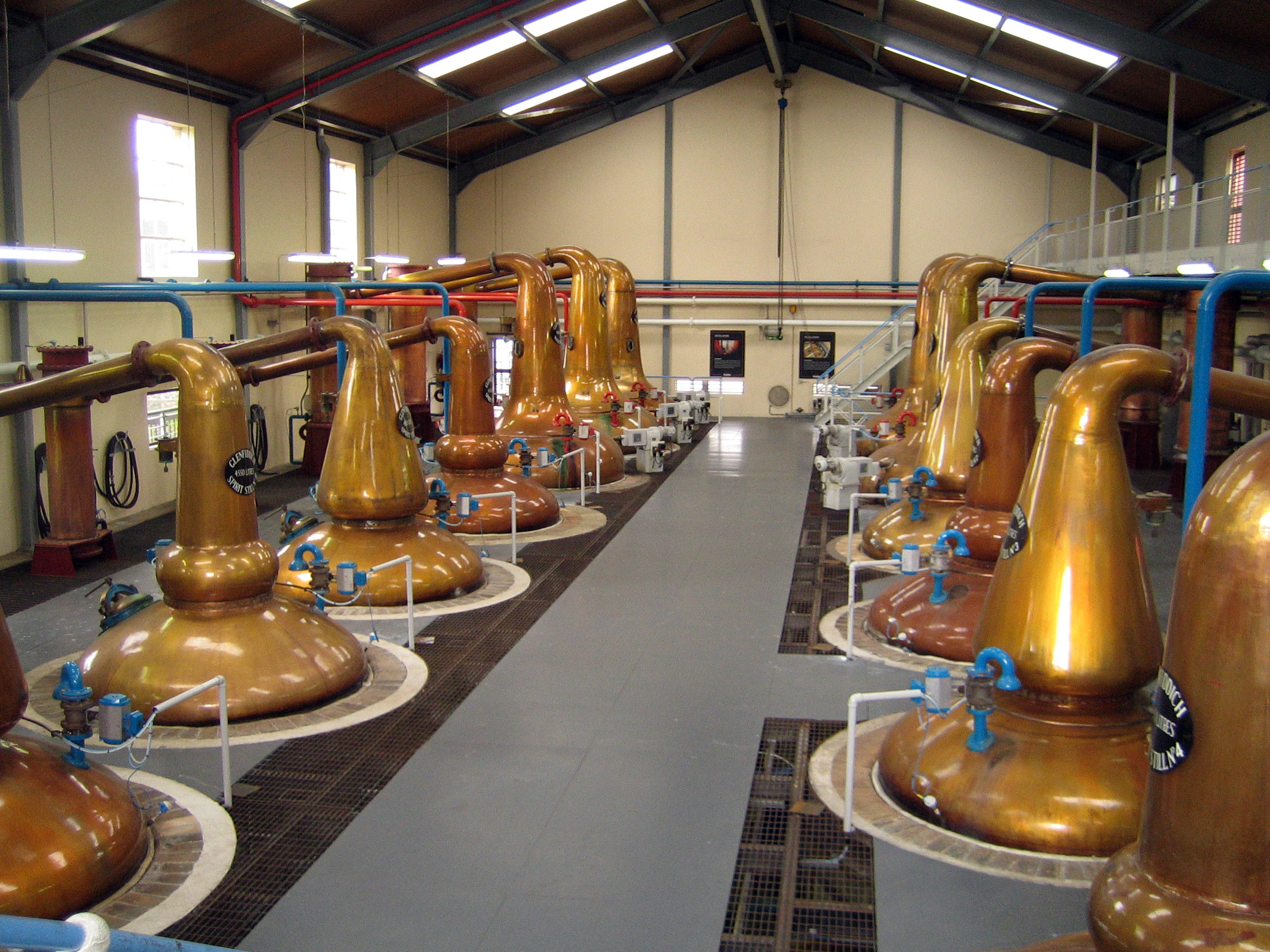
単式蒸留器（グレンフィディック蒸溜所）

単式蒸留器は釜、冷却器、釜と冷却器をつなぐパイプ（ラインアーム、ラインパイプ）の3つのパーツからなる、特徴的な形状をした装置である。釜で加熱され気化された発酵もろみはパイプを通って冷却器に運ばれ、そこで冷却されて再び液体（蒸留液）となる。釜の上部には、「かぶと」と呼ばれる膨らみがある。単式蒸留器の容量が大きいほど、蒸留液の仕上がりは軽くなる。単式蒸留器の最小容量は400ガロン（2000リットル）と法定されている。
かぶとにはその形状（くびれ方）に応じて呼び名があり、ほとんどくびれのないものをストレートヘッド、くびれが1つのものをランタンヘッド、2つのものをボールヘッドという。かぶとの大きさや形状、パイプの長さや角度、釜の大きさや形状など、単式蒸留器の形状は様々で、その違いが生成される蒸留液の性質の違いをもたらす。釜で蒸発した成分が冷却器に運ばれる前にかぶとの壁に触れて液体となり、釜に戻ってしまうことがある（分縮）。分縮され釜に戻った成分は再び蒸留されることになり、その分濃度が高くなる。かぶとの表面積が大きいほど分縮の程度（分縮率）が上がり、すっきりと軽い味に仕上がることになる。
ラインアームの角度もウイスキーの仕上がりに影響する。角度が上向きの場合、気化したエタノールの一部が途中で液体に戻り逆流、結果角度が下向きで逆流がない場合と比べて軽めの仕上がりになる。一部の蒸留所ではラインアームの中間に精留器（ピュリファイアー、purifier）と呼ばれる小型の補助冷却装置が取り付けられている。精留器は揮発性の高い成分のみを通し、それ以外の成分は蒸留器の中に再び戻される。これによってライトでエステリー、クリーンな原酒になるとされている。
冷却器には、水の入った桶の中に通された渦巻状のパイプの中を蒸気が進み冷却されるワームタブ方式のものと、円筒形の装置の中に通されたチューブの中を冷水が流れ、その表面に蒸気が触れることで冷却されるシェル&チューブ方式のものとがあり、2000年代初頭においては設置場所をとらず使用する冷水の量が少ないシェル&チューブ方式が主流である。どちらのチューブも銅製のものが一般的である。シェル&チューブ方式では蒸気は広い面積の銅によって急速に冷却されるため、酒質が軽くなる傾向にある。一方でワームタブを使うと酒質が重くなるとされているが、これは他の蒸留設備の影響もあるため一概には言えない。
単式蒸留器の素材が銅であることは重要な意味を持っている。発酵もろみには硫黄成分を含み悪臭を放つチオール化合物が含まれているが、銅にはチオール化合物と反応する性質があるため、チオール化合物は蒸留の工程で蒸留液から排除される。また熱効率がよく触媒効果を持つことにより、香り成分の生成などウイスキーにとって有益な反応を促進する。

#### 熟成

##### 概要

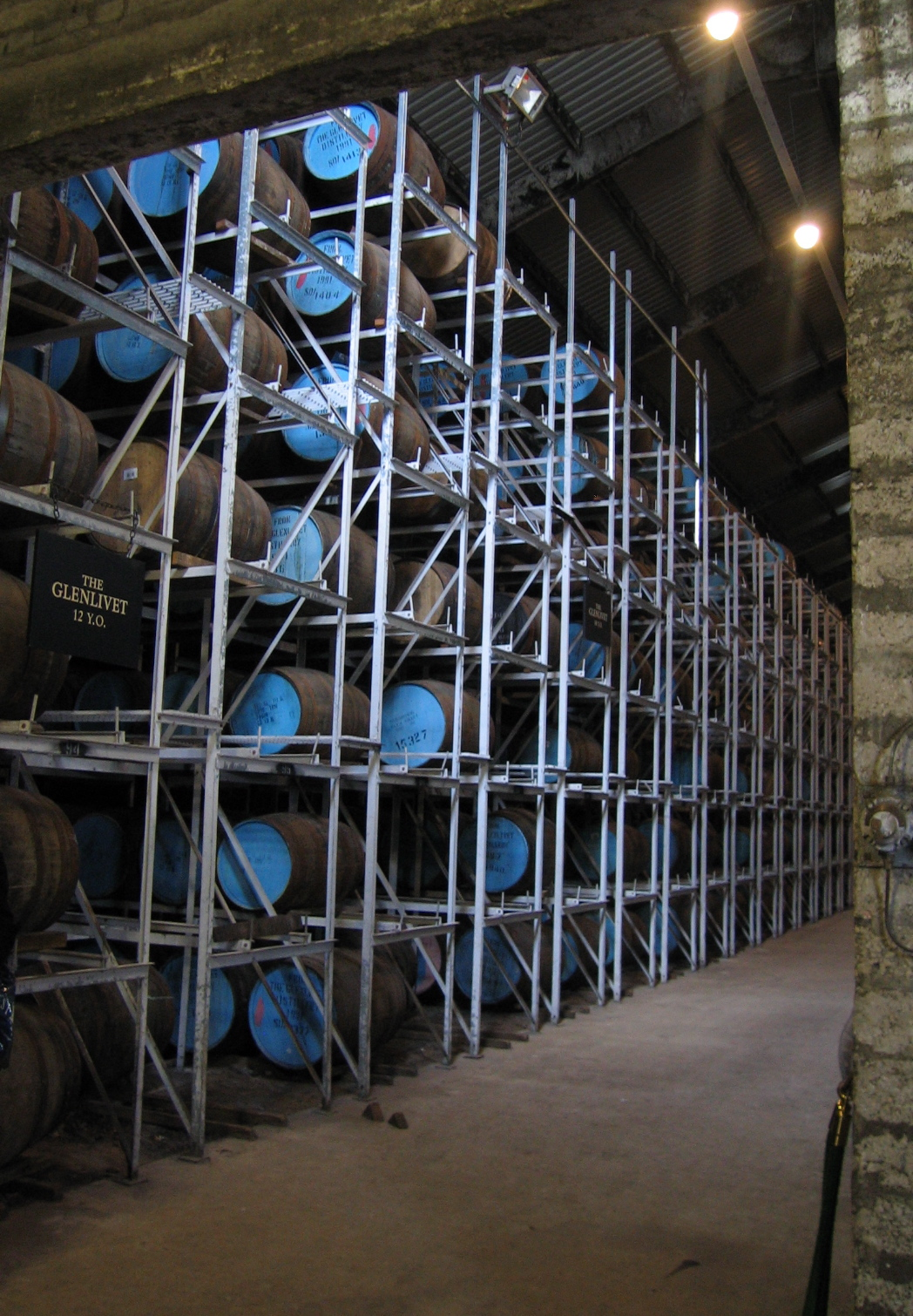
ラック方式で静置された樽（グレンリベット蒸留所）

蒸留によって得られた無色透明の蒸留液（ニューポット、ニュースピリッツ、ブリティッシュ・ファインスピリッツ）は、フィリングステーションと呼ばれる施設で樽詰めされた上で、保税貯蔵庫（ウエアハウス）に貯蔵される。貯蔵中には時間の経過とともに、熟成（マチュレーション）と呼ばれる性質の変化が起こる。スコットランドでは3年以上の熟成期間が法定されている。ただし実際は10年ないし12年にわたって品質の向上は続き、法定期間よりも長く熟成されるのが一般的である。モルトウイスキーの場合、18年間ないし20年間の熟成させたものが最も味わい深いとされる。
まず、蒸留の工程で得たニューポットに加水し、エタノール濃度を63.5%程に下げる。約60%のエタノール濃度は、ウイスキーにとって重要な意味をもつ。なぜならば蒸留後に行われる熟成の過程においてエタノールは樽の木材に含まれる、ウイスキーの品質を基礎づける高分子成分を分解する（エタノリシス）が、このエタノリシスはエタノール濃度が約60%であるときにもっとも盛んになるからである。
ウイスキーの貯蔵に適しているのは、「あまり気温が高くなく、湿度の高い、清澄な環境」で、「めりはりの利いた四季の変化、適度な温度変化や湿度変化があることが望ましい」とされる。樽の中のウイスキーは湿度や温度の影響を受ける。例えば気温が上昇すると樽の中のウイスキーの容量が増加し樽内の気圧が上昇、その影響で揮発成分が樽の外へ蒸散する。逆に気温が低下すると樽の中のウイスキーの容量は減少し樽内の気圧が下降、樽の中へ外の空気が入り込む。
前者の現象は初夏から秋口にかけて、後者の現象は晩秋から初春にかけて起こる。このような気体の出入りは「ウイスキー樽は呼吸をしている」と表現される。樽に隙間が生じていたり木材の乾燥が足りないと、呼吸に過不足が生じることになる。

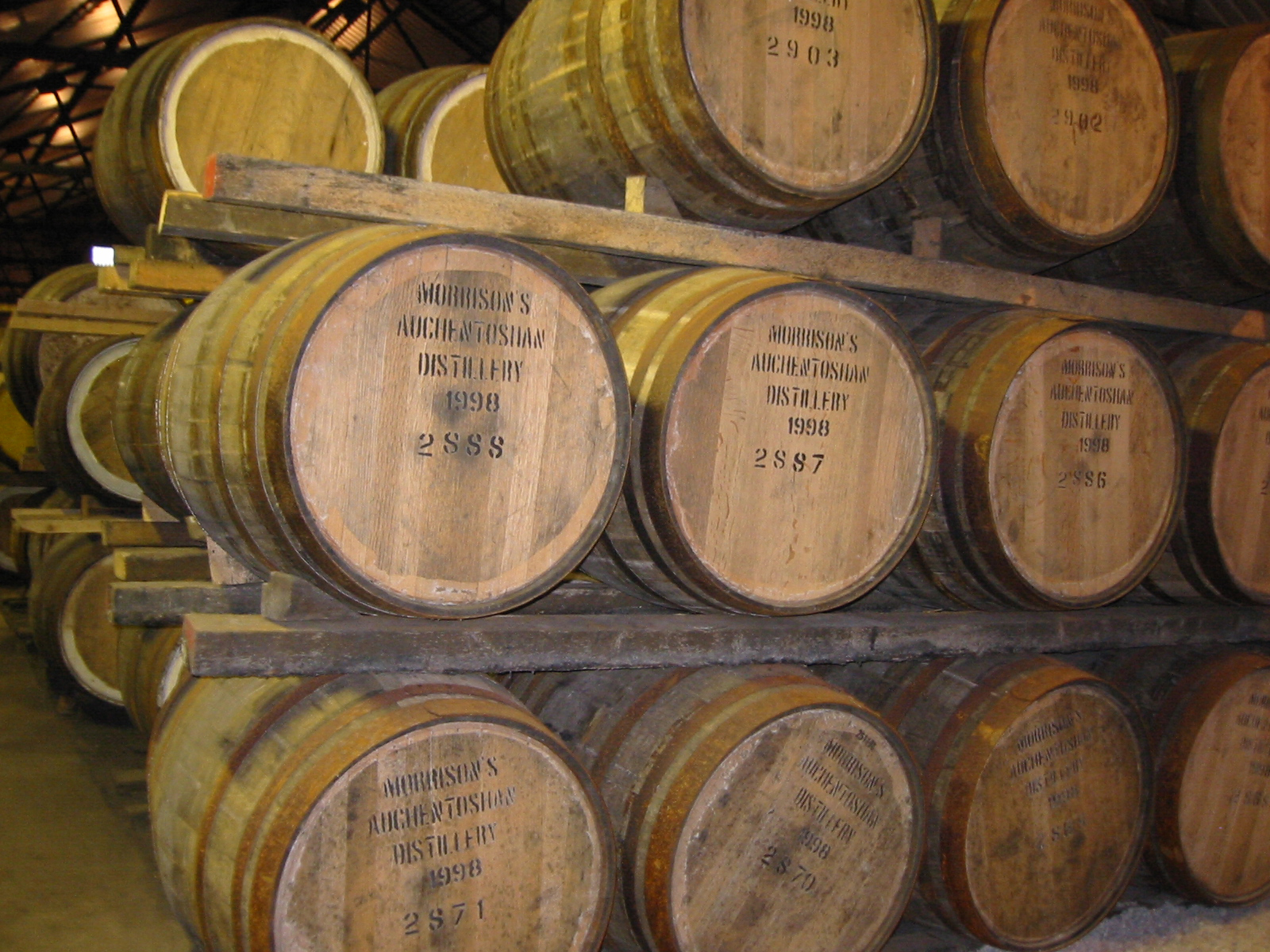
ダンネージ方式で静置された樽（オーヘントッシャン蒸溜所）

ウイスキー樽の「呼吸」により樽の外へ蒸散する揮発成分の量は、1年目は年2%ないし4%、2年目以降は年1%ないし3%にのぼる。この蒸散量を「天使の分けまえ（エンジェルズ・シェア）」という。蒸散する気体の中にはエタノールだけでなく、硫黄化合物などウイスキーの味を損なう成分も含まれており、古賀邦正によると「天使に『分けまえ』を差し上げる代わりに、暴れ馬のニューポットを品格あるウイスキーに育ててもらっている」。一方、樽の外から中へ入ってくる空気（正確には空気中の酸素）はウイスキー中に溶け、そこに含まれる成分を酸化させる。この酸化をきっかけとして、ウイスキーの熟成が始まる。酸素はウイスキーの色の変化にも関与しており、酸素が足りない環境で熟成されたウイスキーはどす黒く変色してしまう。水分も樽を出入りしており、出入りする水分と蒸散するエタノールの量のバランスによって熟成後のエタノール濃度は変動する。一般にスコッチ・ウイスキーが貯蔵・熟成される場所は湿度が高く、水分の蒸散が進みにくいため、貯蔵を続けるに従ってエタノール濃度が低下する傾向にある。なお、熟成を70年ないし80年続けると500リットルの樽の中身は全て蒸発するとされる。マッカランの蒸留所で1926年に醸造を開始した500リットルの樽入りのウイスキーを1986年に瓶詰めしたところ、25リットル余りに減少していた。

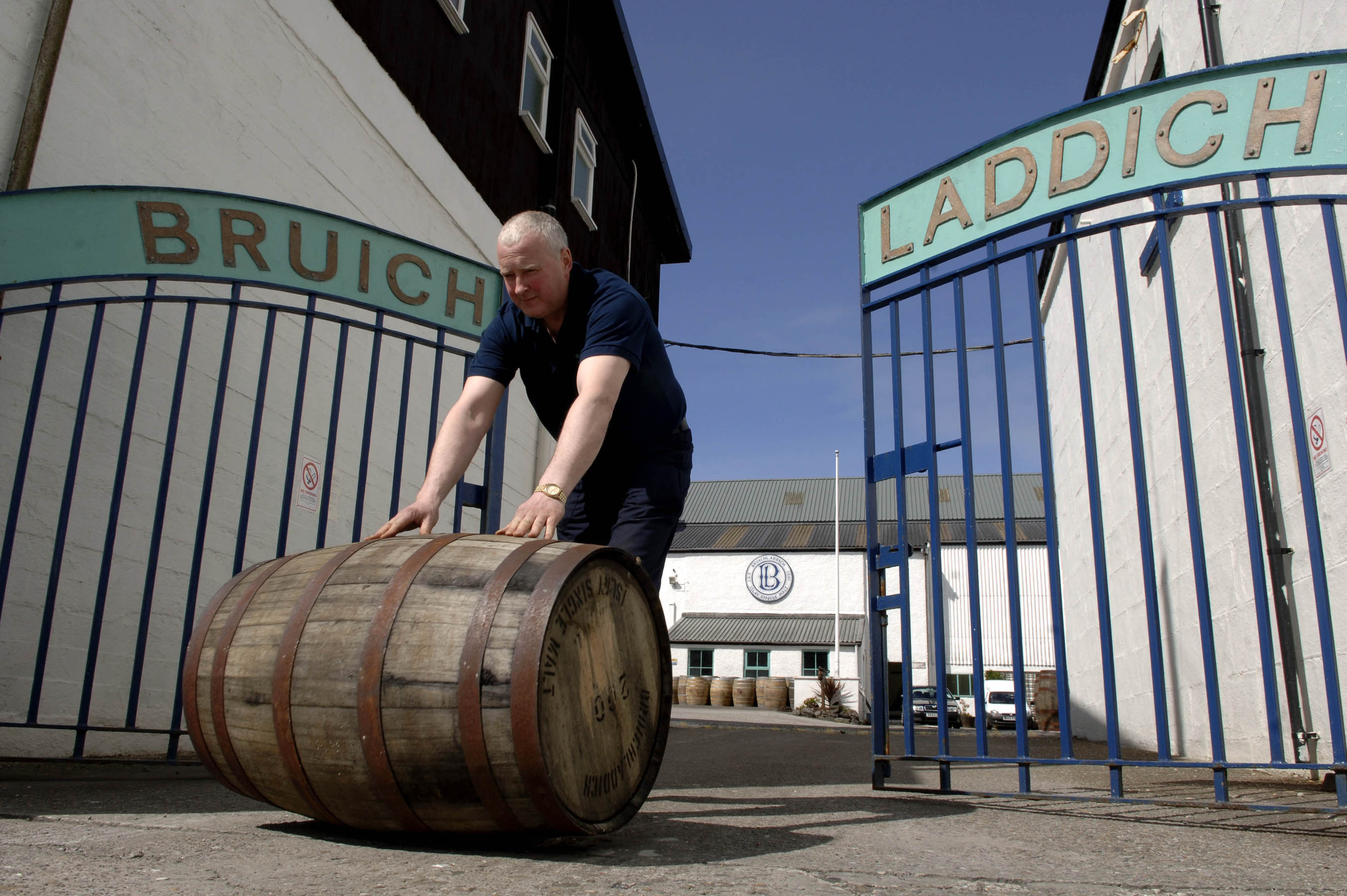
転がして樽を運ぶ様子（ブルイックラディ蒸留所）

樽を静置する方法には、静置した樽の上に敷いた板の上にさらに静置していくダンネージ方式と、貯蔵庫を予め複数段の床で仕切ってから静置するラック式とがあり、ダンネージ方式では3段ないし4段、ラック式では10段以上にわたって静置される。いずれの方式をとる場合でも、樽は横向きに倒して静置するのが基本である。縦向きに静置した場合樽の側板に負担がかかり、中身が漏れる状態が生み出されやすい。ウイスキーが入れられたパンチョンやシェリーバットの重さは600kgほどになるが、横向きにして転がすことで容易に移動・方向転換ができる。なお、貯蔵庫の中は低い位置は温度変化が少なく高湿度、高い位置は温度変化が激しく低湿度な傾向にあり、もとは同質のニューポットであっても樽を静置する高さによって仕上がりに差が生じるが、この仕上がりの違いは、段数が多く高低差の大きいラック式の貯蔵庫でとくに顕著にみられる。ちなみに伝統的な方法では、熟成開始後に樽を静置する場所が変えられることはない。
樽の中に入れられた無色透明のニューポットは貯蔵開始から半年ほどで淡い黄色に、2、3年で黄褐色になり、さらに「明るく輝くような琥珀色」となった後、赤味を帯びる。この色の変化は、樽に由来する（樽から溶け出した）成分の作用による。
熟成が進むにつれ、ニューポットが持っていたエタノールの刺激的な臭いは次第に消え、熟成香と呼ばれる臭いが出てくる。多くの場合、熟成による品質の向上は10年ないし12年ほど続き、それ以上向上が見込めないと判断されたウイスキーは熟成の工程を終える。「○年貯蔵」という表現は単にその期間貯蔵されたということを意味するのではなく、熟成による品質の向上がそれだけの間続いたということを意味する。
また、一度熟成させた原酒を別種類の樽に入れて追加熟成させることがある。この手法をウッドフィニッシュといい、新たな風味が加わることで奥行きのある味わいになるとされている。追加熟成期間は通常数ヶ月で、長いものでも2年程度である。グレンモーレンジィ蒸留所がこの手法の先駆者であり、好んで多用することでも知られる。

##### 樽

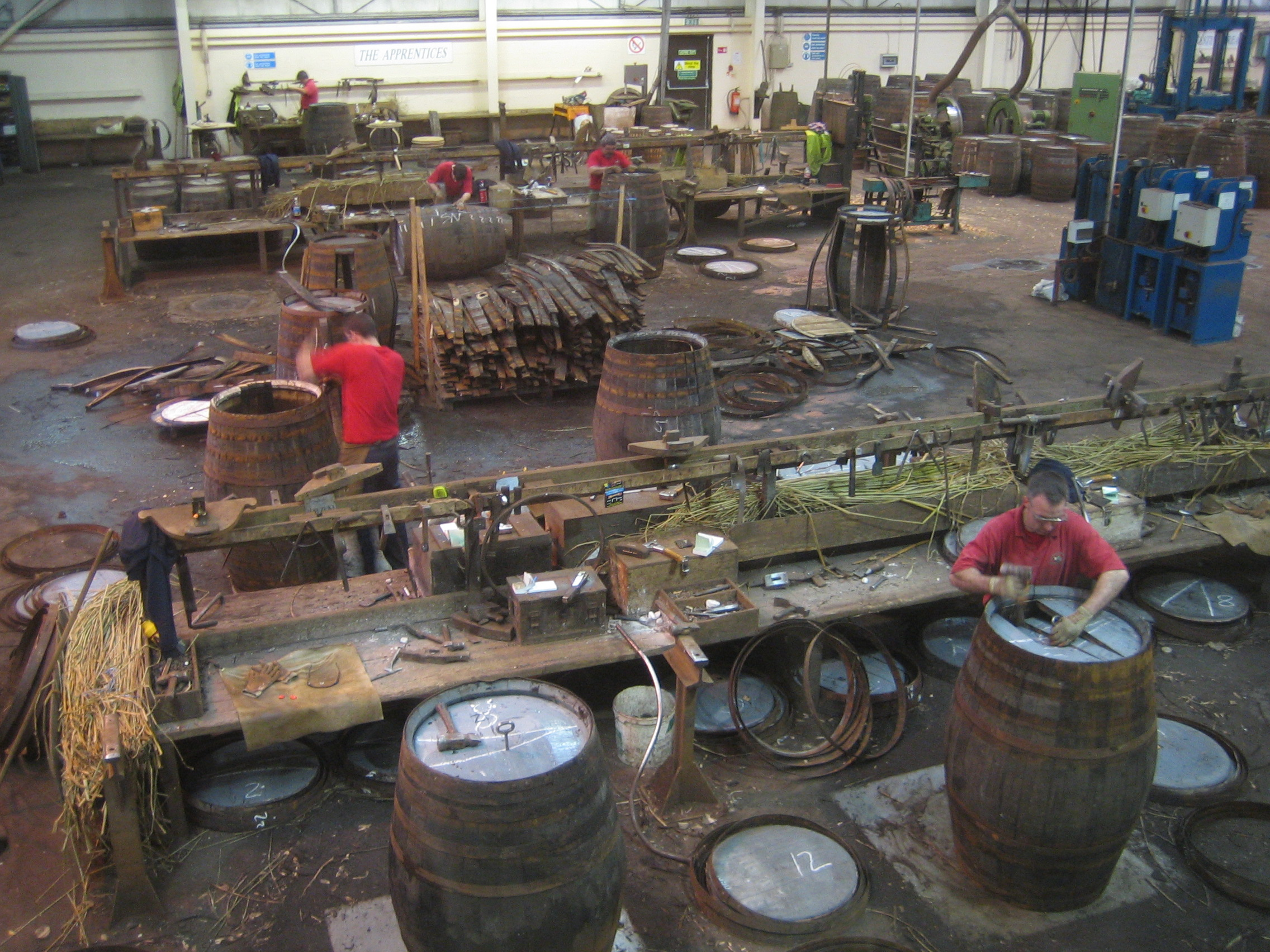
樽を組み立てる様子（クレイゲラキにあるスペイサイド・クーパレッジ）

樽の材料としてはブナ科のコナラ属に分類される木（オーク）のうち、ホワイトオークとヨーロピアンオークが主に用いられ、ミズナラ（ジャパニーズオーク）にも注目が集まっている。ホワイトオークは、ウイスキーの色と香味成分の形成に寄与するポリフェノールを多く含み、ヨーロピアンオークのうちコモンオークはフルーティーな風味を形成するとされる。
ホワイトオーク、ヨーロピアンオーク及びミズナラに共通するのは、道管の中に泡状の柔組織（チローズ）が詰まっていることである。この特質により、ウイスキーを長期間熟成するのに適した密閉性の高い樽を造ることができる。樽の密閉性を高めるには木材の切り出し方に工夫が必要で、柾目取りという方法がとられる。柾目取りを用いることで水分を通しやすい道管や放射組織が木材の表面に出ることを防ぐことができる。また、木材は乾燥すると収縮する性質があるため、樽に加工してから収縮し隙間を生じさせないよう、加工前に十分に乾燥させるようにする。さらに、乾燥による収縮度の違いから樽に歪みが生じないよう、乾燥が同程度に進んだ木材を使用するようにする。木材の乾燥は数年間の自然乾燥によって行われる。ウイスキーの熟成に用いられる樽は主に以下の5種類である。
| 名称           | 容量          | 材質                               |
| -------------- | ------------- | ---------------------------------- |
| ミズナラ樽     | 約480リットル | ミズナラ（ジャパニーズオーク）     |
| シェリーバット | 約480リットル | ヨーロピアンオーク（コモンオーク） |
| パンチョン     | 約480リットル | ホワイトオーク                     |
| ホッグスヘッド | 約230リットル | ホワイトオーク                     |
| バーレル       | 約180リットル | ホワイトオーク                     |

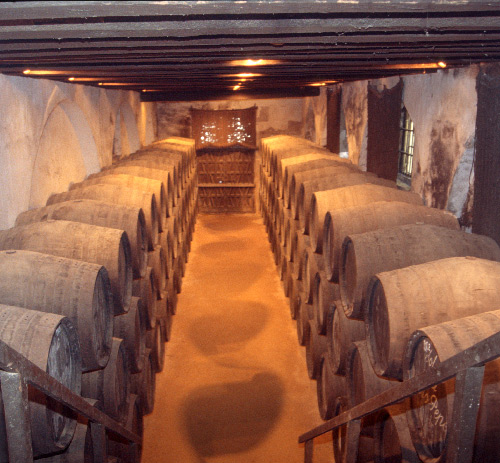
参考画像 シェリーが入れられた樽

樽の容量はウイスキーの出来を左右する。容量の小さい樽はウイスキーの単位容量あたりの表面積が大きく、したがってウイスキーと接触する機会が多くなり、その木香はウイスキーに対しより強い影響を与える。ただし木香の影響が強すぎるとウイスキーの出来はかえって落ちる（この現象は「樽に負ける」と表現される）。一方、樽が大きすぎると熟成に時間がかかり、熟成が十分に進む前にエタノールが蒸散して風味を損なう。スコットランドでは法律により、700リットルを超える容量の樽の使用は禁止されている。
木香を抑えたい場合にはニューポットを注入する前に樽の内側を焼き、木香を抑える作業（チャー、ファイアリング）を行う。チャーにはセルロース、ヘミセルロース、リグニンといった抽出成分（樽の木材からウイスキーに溶け出す成分）と香味成分を増加させる効果もある。もっとも、生産者の多くはチャーがさらなる効果をもたらすと体感しているが、その解明は十分ではなく、「大切なのはわかっているが、その理由はよくわからない」のが現状である。火を用いないチャーの手法（煮沸、遠赤外線照射など）も開発されている。
同じく木香を抑えるため、通常は新しい樽ではなく、バーボン・ウイスキーやシェリーの貯蔵に使用したことのある樽を用いる。モルトウイスキーの熟成に用いられるのは1度使用した一空き樽（ファーストフィル）と2度使用した二空き樽（セカンドフィル）である。一空き樽からは、かつて詰められていたバーボンやシェリーの風味の影響を受ける。三空き樽（サードフィル）はグレーンウイスキーの貯蔵に、四空き樽は長期の熟成に用いられる。四空き樽になると樽の木香が落ち始める。五空き樽に対しては木香を取り戻すため、2度目のチャーが行われる（リチャー、ジュヴナイル）。スコッチ・ウイスキーの貯蔵に複数回使用したことがある樽をプレーン樽、ウイスキー樽、リフィル樽という。1つの樽は一般に、約70年間にわたって6回ないし7回使用される。樽は釘を用いずに組み立てられ、熟成を行う度に補修が施される。
役割を終えた樽の木材は、燻煙材（燻製を作る時に煙を発生させる燃料）やコースター、家具、スピーカー、建築物などの材料として再利用される。

#### 熟成終了後
熟成を終えたウイスキーは加水、後熟（マリッジ）、低温濾過という過程を経て瓶詰めされ、出荷される。加水によりウイスキーのエタノール濃度は37%ないし43%に調整される。加水しない場合もあり、これをカスクストレングスという。
後熟はウイスキーを数か月ないし1年間貯蔵することをいう。後熟が行われる前に、異なる樽で熟成させたウイスキーは混合（ヴァッティング）されるが、混合を行わなかった場合シングルカスクとなる。ブレンデッドウイスキーの場合、モルトウイスキーとグレーンウイスキーをそれぞれ個別に混合させた上で両者を混合させ、樽に入れる。後熟により、エタノールの刺激的な味にまろみが出る。なお、科学的には水とエタノールの混合液はまたたく間に均一化・安定化すると考えられており、後熟に数か月ないし1年間をかけることは意味がないと考えられる。この、科学的に意味がないはずの工程の存在は「後熟にひそむ謎」と呼ばれている。
低温濾過（チルドフィルター）は、加水によりウイスキーのエタノール濃度が薄められることにより成分の一部が析出することを防ぐため、0℃近い状態で濾過を行い析出が予想される成分を除去する工程で、成分の析出によるウイスキーの濁りを指摘する消費者の声に応える形で行われている。ただしこの時濾過されるのはウイスキーの香味を構成する成分である。低温濾過を行わないスコッチ・ウイスキーもある。
瓶詰めは、蒸留所やその親会社により行われる場合と、それらと関係のない業者が行う場合とがある。詳細は「スコッチ・ウイスキー#インディペンデント・ボトラー」を参照。

### グレーンウイスキーの製造工程

#### 概要

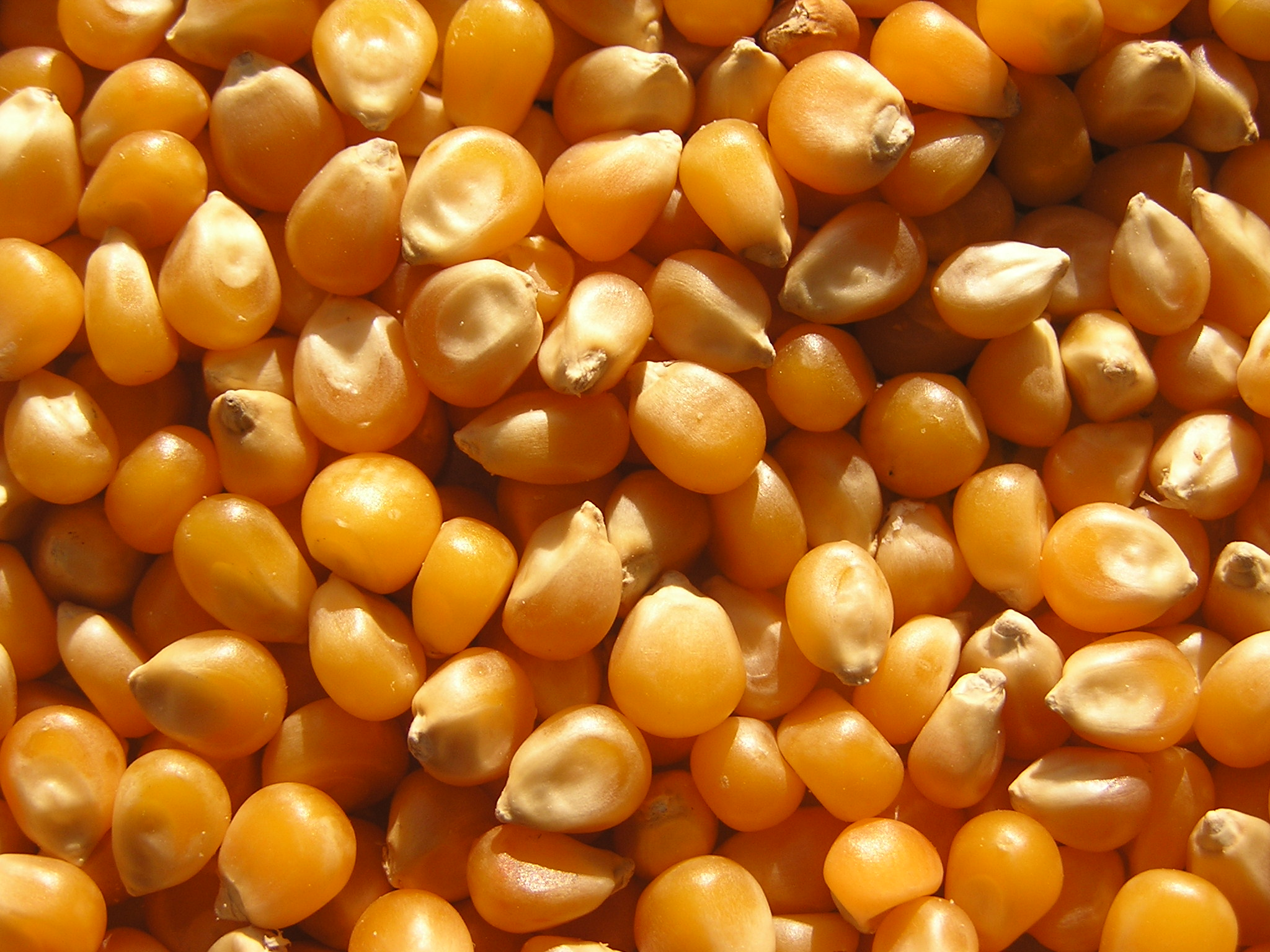
トウモロコシ

グレーンウイスキーの製造工程は、多くがモルトウイスキーと同じであるが、主にモルトウイスキーと混ぜてブレンデッドウイスキーを作るために用いられることから、個性を抑えた仕上がりが目指される。
原料は、主原料のトウモロコシと副原料の大麦麦芽（大麦は六条大麦が用いられることが多い）を5:1の割合で配合したものである。これを粉砕して温水と混ぜ、高温のパイプの中に流し込む。この間に大麦麦芽に含まれるデンプン分解酵素の働きによりトウモロコシのデンプンが分解され、糖化液が生成される。この仕込み方を連続蒸煮といい、モルトウイスキーの仕込み方法と比べて原料の特徴が出にくい。モルトウイスキーの仕込み方法との違いは、より高温で連続的に、短い時間で行うことにある。発酵の工程で用いられる酵母には、モルトウイスキーの場合よりも発酵もろみに与える個性が弱い種類のものが選ばれる。蒸留は連続式蒸留機を用いて行われ、エタノール濃度約90%の蒸留液（スピリッツ）が得られる。スピリッツはエタノール濃度を約60%に調整された後で樽に入れられ、熟成される。なおグレーンウイスキーはモルトウイスキーよりも熟成が早く進む傾向にある。また熟成の間、樽は縦置きで静置されることもある（パラタイズ方式）。

#### 連続式蒸留機
連続式蒸留機は、基本的に粗留塔（モロミ塔、アナライザー）と精留塔（レクティファイアー）の2つの塔からなる、高さ10数mの装置である。発酵の工程を終えた温度約20℃ほどの発酵もろみは、精留塔の中を通るパイプ（ウォッシュ・パイプ）の中を通り、粗留塔に至る。粗留塔の内部には数十段の棚があり、棚には無数の穴があいている。発酵もろみは棚を上から下へと落ちていくが、その際粗留塔の下部から立ち上る蒸気とぶつかる。すると発酵もろみのなかのエタノール分が蒸気に取り込まれ、蒸気パイプと呼ばれるパイプを通って精留塔へと運ばれていく。理屈としては棚の穴一つが単式蒸留器一つに相当する。蒸気パイプを通って精留塔に至ったエタノールを含む蒸気は、精留塔の中を下から上へ移動する途中でウォッシュ・パイプにぶつかるが、ウォッシュ・パイプの中は温度約20℃ほどの発酵もろみが移動中であるため徐々に冷却されていき液化する。この時、純度の高いエタノールは精留塔内の高い位置に至ってエタノールを回収するためのパイプに入り、一方純度の低いエタノールはパイプに届かずに精留塔底部で回収されて再び蒸留にかけられる。連続式蒸留機では発酵もろみと蒸気を供給し続ける限り永久に蒸留が行われる。

## 飲み方
スコッチ・ウイスキーに限らず、ウイスキーにはストレート（ニート）、オン・ザ・ロック、ハーフロック、ハイボール、水割り、カクテル、ミスト、ホットウイスキーなど様々な飲み方が存在する。
ストレートは「ウイスキー本来の風味を堪能できる」飲み方とされる。ストレートで飲む場合、チェイサーとして水などを用意し、ウイスキーと交互に飲むことが多い。
「香りの芸術品」と呼ばれるモルトウイスキーの場合、常温で飲むことが望ましく、氷を入れると香りが損なわれてしまう。水割りについては否定的な見解もあるが、土屋守によると「割ってもバランスの崩れないしっかりとしたモルトを選び、適度の水を加える」ことで風味を堪能しやすくなることもある。ただし水とモルトウイスキーの比率が重要で、1:1（エタノール濃度が20%ほどになる）以上に水の量を増やすと風味が損なわれてしまう。1:1で割ることをトワイスアップといい、ウイスキーの香りを堪能するのに最適な割合とされる。ただし水道水で割ると、そのカルキ臭などのせいで風味を損ねるため推奨されない。低温濾過を行っていないウイスキーに水を加えると成分が析出し、濁りが出ることがある。
モルトウイスキーを入れる容器は、多様な飲み方ができるチューリップ型のグラスが最適とされる。薄いグラスを用いると口当たりが柔らかくなりモルトウイスキー本来の風味を感じることができる。そのため風味を堪能したい場合、材質はガラスよりも薄いクリスタルが推奨され、さらに手から体温が伝わらないよう、ステム（脚）のあるグラスが望ましい。
スコッチ・ウイスキーは一般的に、カクテルの材料としては不向きとされる。原因の一つとして、果汁や甘いリキュールを加えることでピート香などの特徴が殺されてしまうことが挙げられる。
なお、スコッチ・ウイスキーは伝統的に食前酒・食後酒として飲まれてきたが、食中酒としても注目を集めるようになった。

## スコッチ・ウイスキー蒸留所の地域別分布

ハイランド
スペイサイド
アイランズ
アイラ
キャンベルタウン
ローランド

### モルトウイスキーの蒸留所
スコットランドには140近いウイスキー蒸留所があり、ウイスキー人気に伴い新規参入や閉鎖された蒸留所の再開も相次いでいる。モルトウイスキー蒸留所だけで100を超える。伝統的には酒類生産免許に関する規制の違いに基づき、ハイランド地方、ローランド地方、キャンベルタウン、アイラ島の4地区に分類されるが、ハイランドから特に蒸留所の数の多いスペイサイドと、オークニー諸島などの島嶼部（アイランド）を独立させ、6地区に分類する方法も採用されている。2009年スコッチ・ウイスキー規則は、スペイサイドをハイランドから独立させる形でハイランド、ローランド、スペイサイド、アイラ、キャンベルタウンの5つの地域を伝統的な生産地域に定め、その保護を謳っている。

#### ハイランド (Highland)
ダンディー - グリーノック間の想定線以北をハイランド地方といい、およそ40の蒸留所が存在する。土屋守によると製造されるウイスキーは様々で共通する特徴を見いだすのは難しい。吉村宗之によるとピート香がして飲みごたえのあるものが多く、北部ほどその傾向が強い。一般にハイランドは東西南北の4地区に分類される。

#### スペイサイド (Speyside)

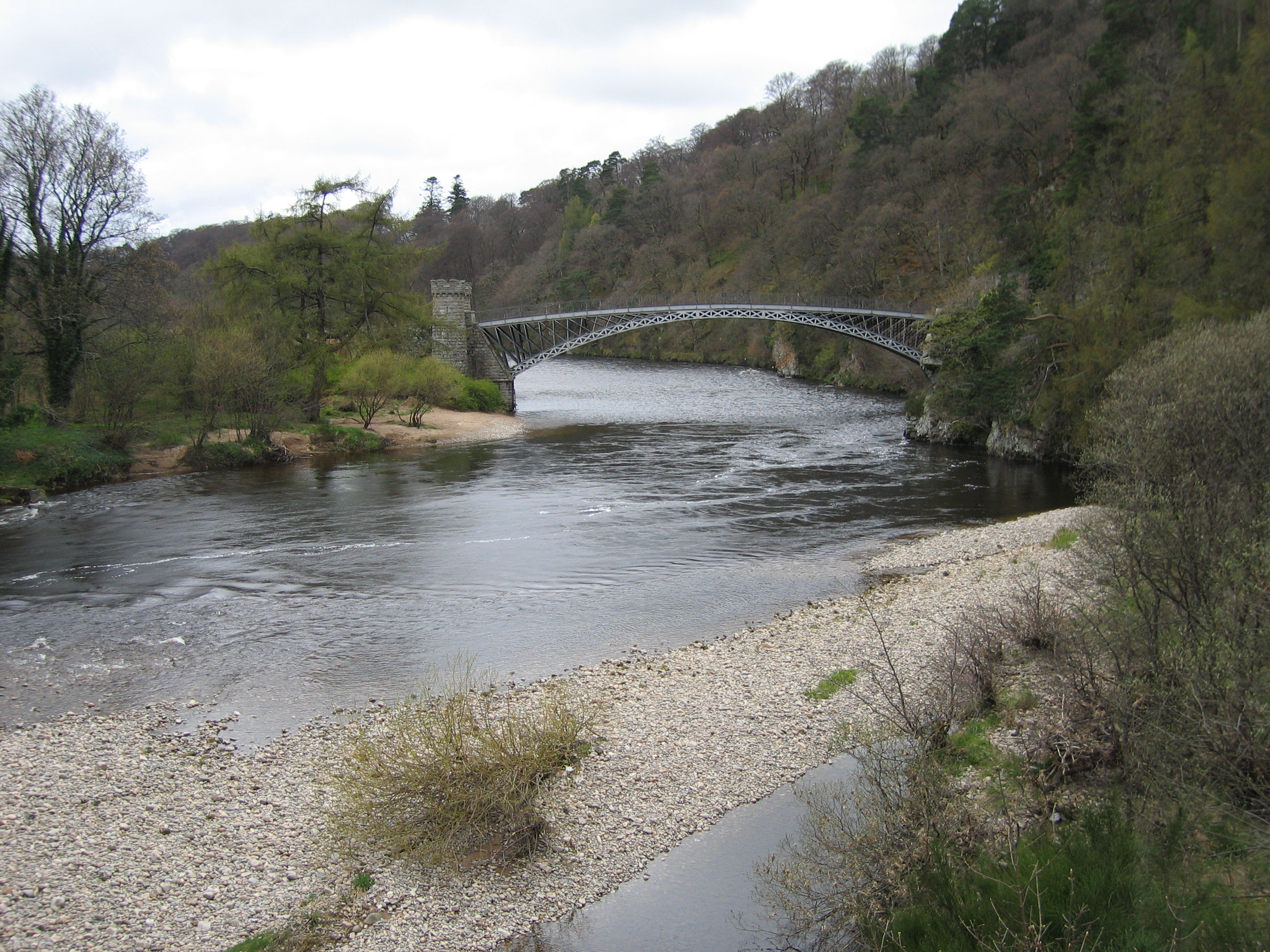
スペイ川

ハイランド地方東部のスペイ川およびデブロン川、ロッシー川の流域をスペイサイドといい、スコットランド全土の約半数、およそ50の蒸留所が存在する。大麦の収穫量が多くピートが豊富な地域で、密造時代にはおよそ1000の密造所が存在した。土屋守は、「スペイサイドモルトは、全モルト中で最も華やかでバランスに優れた銘酒揃い」と評している。スペイモルトは全体的に華やかな甘みを有する。

#### ローランド (Lowland)
ダンディー - グリーノック間の想定線以南をローランド地方という。かつては多くのモルトウイスキー蒸留所があったが衰退し、1995年の時点で操業しているのは3箇所である。ちなみにグレーンウイスキーの生産やブレンド、麦芽製造については今なおローランドで最も盛んに行われている。他の地区の2回蒸留に対し3回蒸留を伝統としていたが、2008年3月の時点で3回蒸溜を行っているのはオーヘントッシャンのみ。穏やかな風味のウイスキーが多い。

#### アイラ (Islay)
ヘブリディーズ諸島の最南端に位置するアイラ島には8つの蒸留所がある。蒸留所は海辺に建てられている影響からアイラ・モルトはヨード臭がし、さらにピート由来のスモーキーさを持つ。アイラ島は樹木が少ないため、乾燥工程では木炭の代わりに豊富に埋蔵されているピートが多用されたためである。さらに気候が温暖で大麦の栽培に適しており、良質の水が手に入ることから、伝統的にウイスキー造りの盛んな地域である。

#### キャンベルタウン (Campbeltown)
キャンベルタウンは、キンタイア半島先端にある町である。かつては30を超える蒸留所が存在し、モルトウイスキー造りの中心地であったが衰退し、2008年3月の時点で3箇所のみとなっている。禁酒法時代のアメリカに向け粗製濫造のウイスキーを密輸したため、禁酒法が解除になった際に見向きもされなくなったのが大きな原因とされている。キャンベルタウンモルトの特徴としては「香り豊かで、オイリー、塩っぽい風味を持つこと」が挙げられる。

#### アイランズ (Islands)
アイランズとは、オークニー諸島、スカイ島、マル島、ジュラ島、アラン島にある6つの蒸留所をいう。これは蒸留所が島にあるという地理的な分類であって、アイランズ・モルトに共通する特徴は見られない。2009年スコッチ・ウイスキー規則では独立させずにハイランドに含まれている。

### グレーンウイスキーの蒸留所
グレーンウイスキーの生産はローランド地方で最も盛んに行われている。歴史上初めてグレーンウイスキーを製造したのはキャメロンブリッジ蒸留所 (Cameronbridge) である。

## インディペンデント・ボトラー

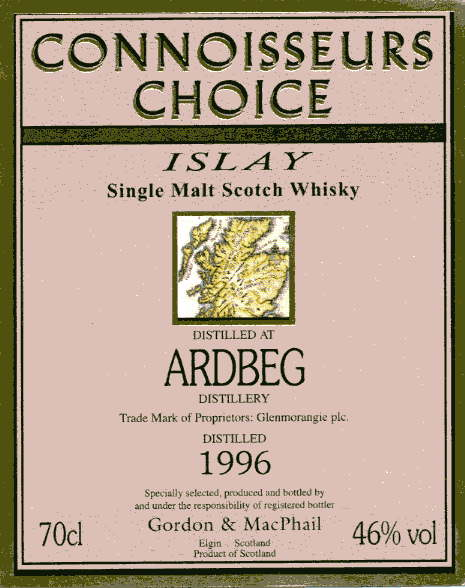
ゴードン&マクファイル社の「コニサーズ・チョイス」のラベル（アードベッグ）

ウイスキーにおいて、原酒を製造する蒸留所またはそのグループ会社によってボトリングされた製品を一般に「オフィシャルボトル」と呼ぶ。それに対して、その蒸留所の持ち主ではない会社や個人が原酒を樽ごと買い取ってボトリングし、販売することがある。この業者のことを「インディペンデント・ボトラー」（英: Independent bottler）と呼ぶ。「ボトラーズ」や「独立瓶詰め業者」と呼ばれることもある。

### 代表的な会社
ゴードン&マクファイル（G&M社）
1895年創業。エルギンに本社を持つ。ボトラーズ・カンパニーの先駆的存在で、蒸留所からニューポットを購入して自前のシェリー樽で熟成し、瓶詰めして販売する。加水の際に軟水を使用することで知られ、同社の製品は総じて柔らかい風味に仕上がる。17000に及ぶ樽を保有。稀少品ブランドとして、古地図のラベルデザインで統一された「コニサーズ・チョイス」シリーズがある。
ウィリアム・ケイデンヘッド社
1842年にアバディーンで創業し、キャンベルタウンに本社を持つ。カスクストレングスを広めたことで知られ、加水のほか低温濾過や樽同士のヴァッティング、着色を行わない。キャンベルタウンのスプリングバンク蒸留所と同資本。ゴードン&マクファイル社と並ぶ最大手。
シグナトリー・ヴィンテージ
1988年、リースで創業。80あまりの蒸留所のウイスキーを取り扱い、瓶詰めと保管を自社で行う。ラベルには樽の番号、ボトル番号が記載されている。保有する樽はおよそ11000。
サマローリ社
1968年創業。本拠地はイタリアのブレシア。創業者のシルヴァーノ・S・サマローリは自ら仕入れ前と瓶詰め前の2度にわたって試飲を行い、その際の評価をラベルに記載することで商品の風味を顧客に知らせる。瓶詰め前の試飲でサマローリの舌に適わなかったウイスキーは全て他社に売却される。濾過を常温で行う、加水に時間を掛け、瓶詰め後にエタノールと水をなじませるための期間を設けるなど、独自の工夫を行っている。
ムーン・インポート社
1980年、イタリアのジェノヴァで創業。イタリアにおける3大インディペンデント・カンパニーのひとつ。サマローリ社と同様、経営者自らテイスティングを行い、舌にかなうウイスキーのみを瓶詰めする。ラベルのデザインにコンピュータグラフィックスを用いることで知られる。
キングズバリー社
ロンドンに本拠がある。旧社名はイーグルサム社。ニューポットを樽ごと購入し、シェリー樽に詰めて自前の貯蔵庫で熟成させる。ラベルには蒸留年月日、瓶詰年月日、産地、樽の種類などのデータと、鑑定家による評価が記載されている。
ウィルソン&モルガン社
1992年、エジンバラで創業。コストパフォーマンスのよさで注目を集める。
ダンカン・テイラー社
本拠地はハントリー。アメリカ人アベ・ロッセンベルグが1960年代以降スコッチウイスキーを購入し、ボトリングしている。低温濾過や加水は行わない。